# G20 del 2024
Il 19º vertice del Gruppo dei venti (G20) si è tenuto presso il Museo d'arte moderna di Rio de Janeiro il 18-19 novembre 2024.

## Partecipanti

### Paesi membri
È stato il primo G20 con l'Unione africana membro permanente, dopo l'invito nel precedente G20 di Nuova Delhi.

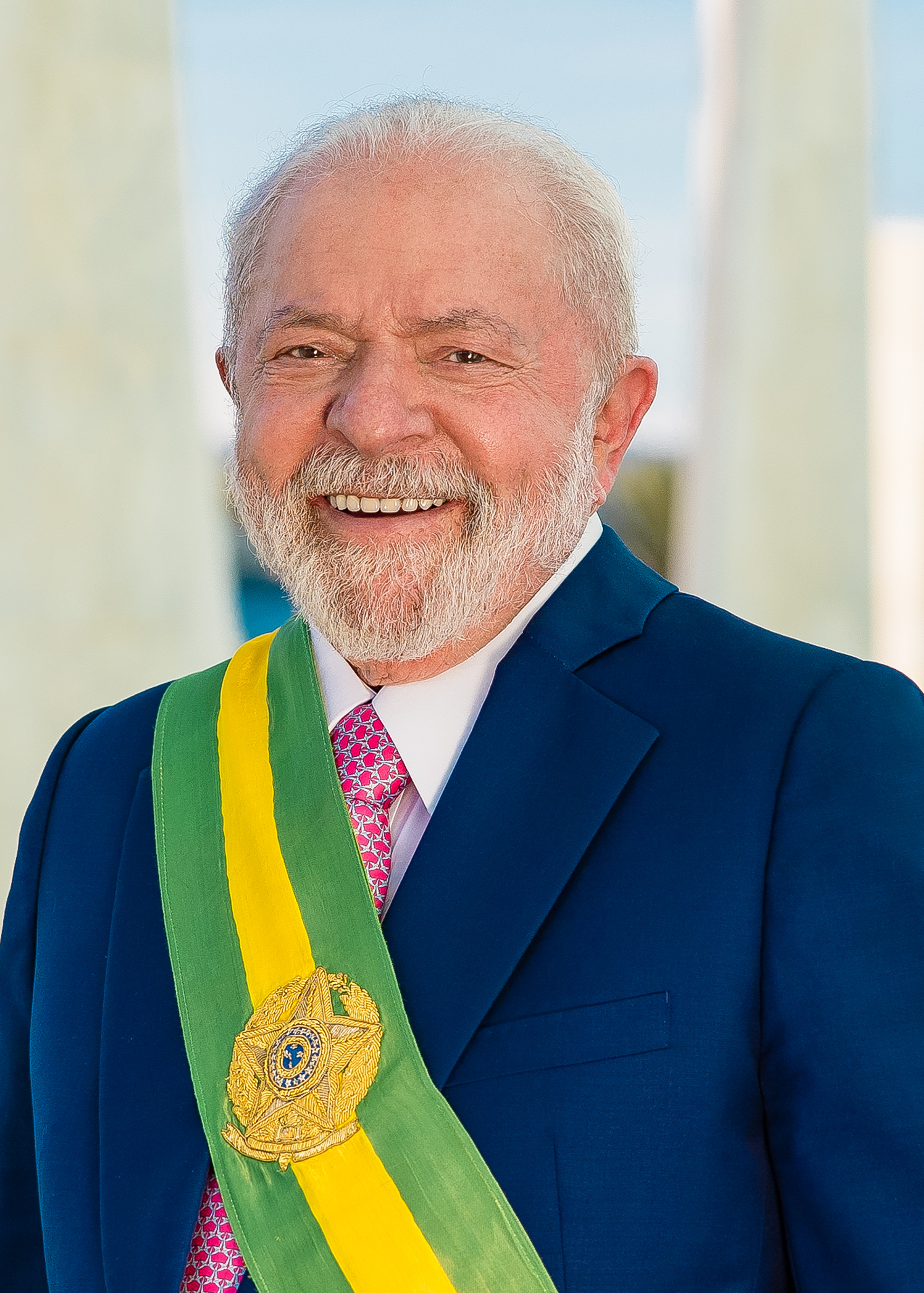
Brasile Luiz Inácio Lula da Silva, Presidente del Brasile, Presidente del G20
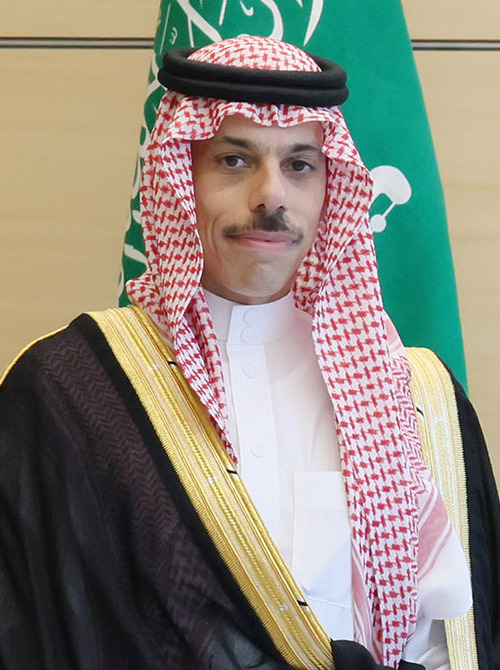
Arabia Saudita Faisal bin Farhan Al Saud, Ministro degli esteri
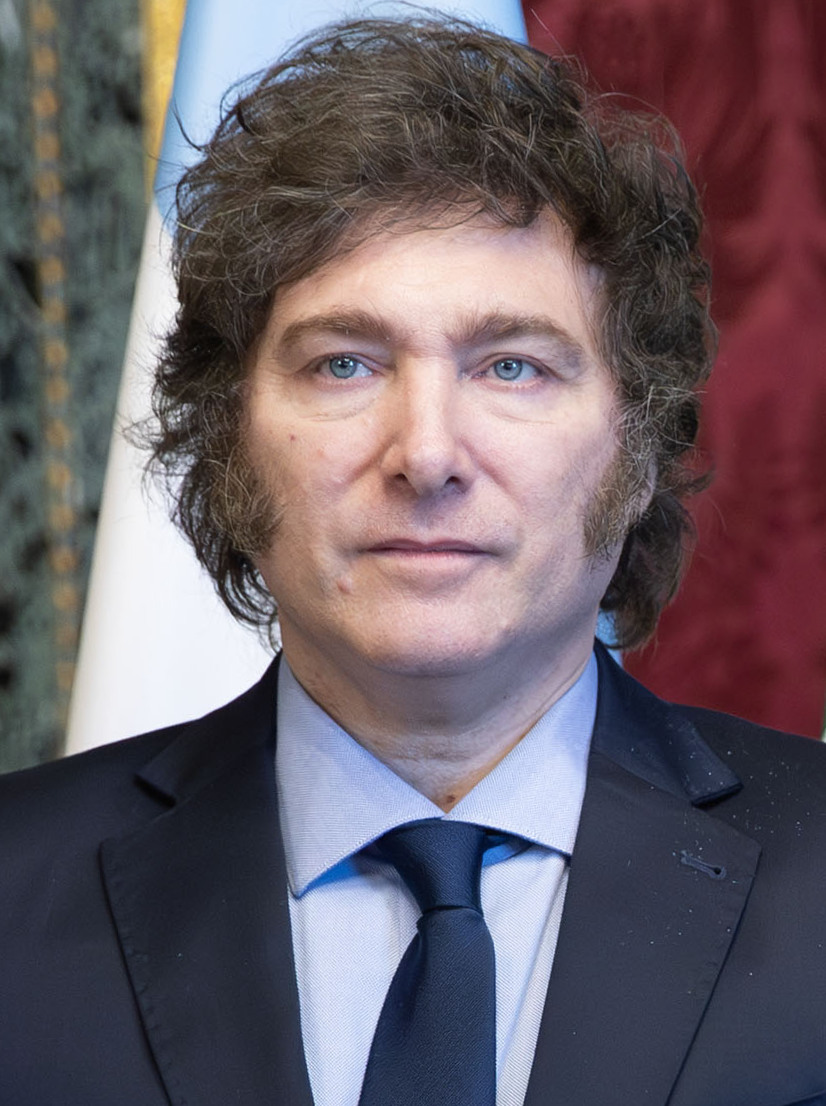
Argentina Javier Milei, Presidente
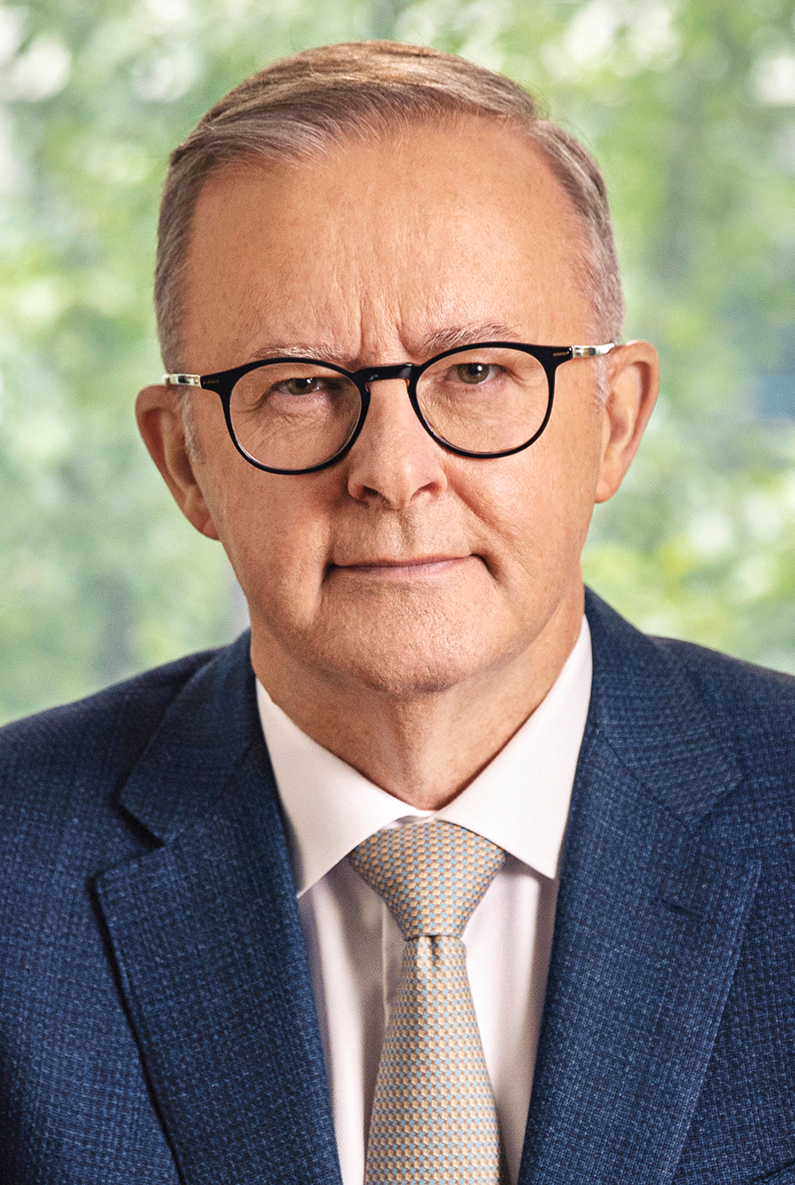
Australia Anthony Albanese, Primo ministro
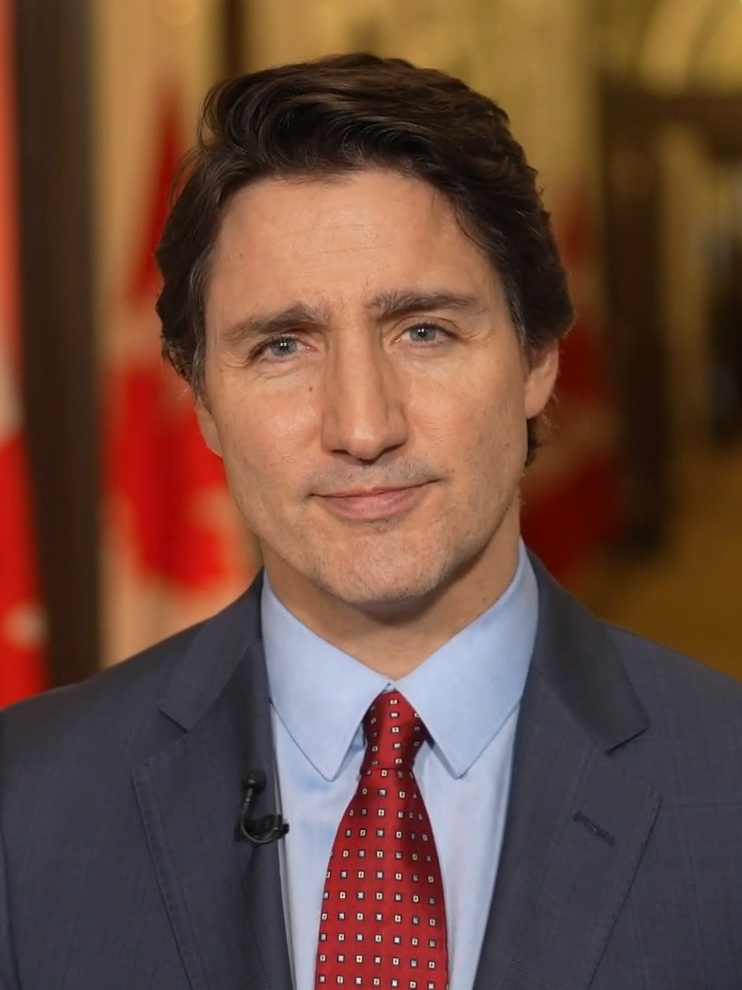
Canada Justin Trudeau, Primo ministro
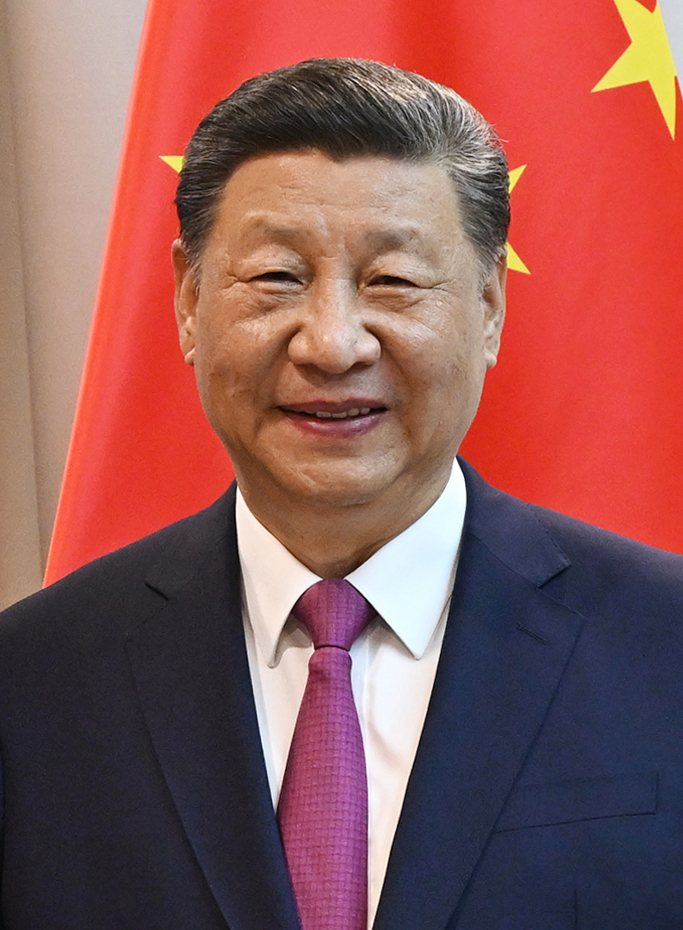
Cina Xi Jinping, Presidente
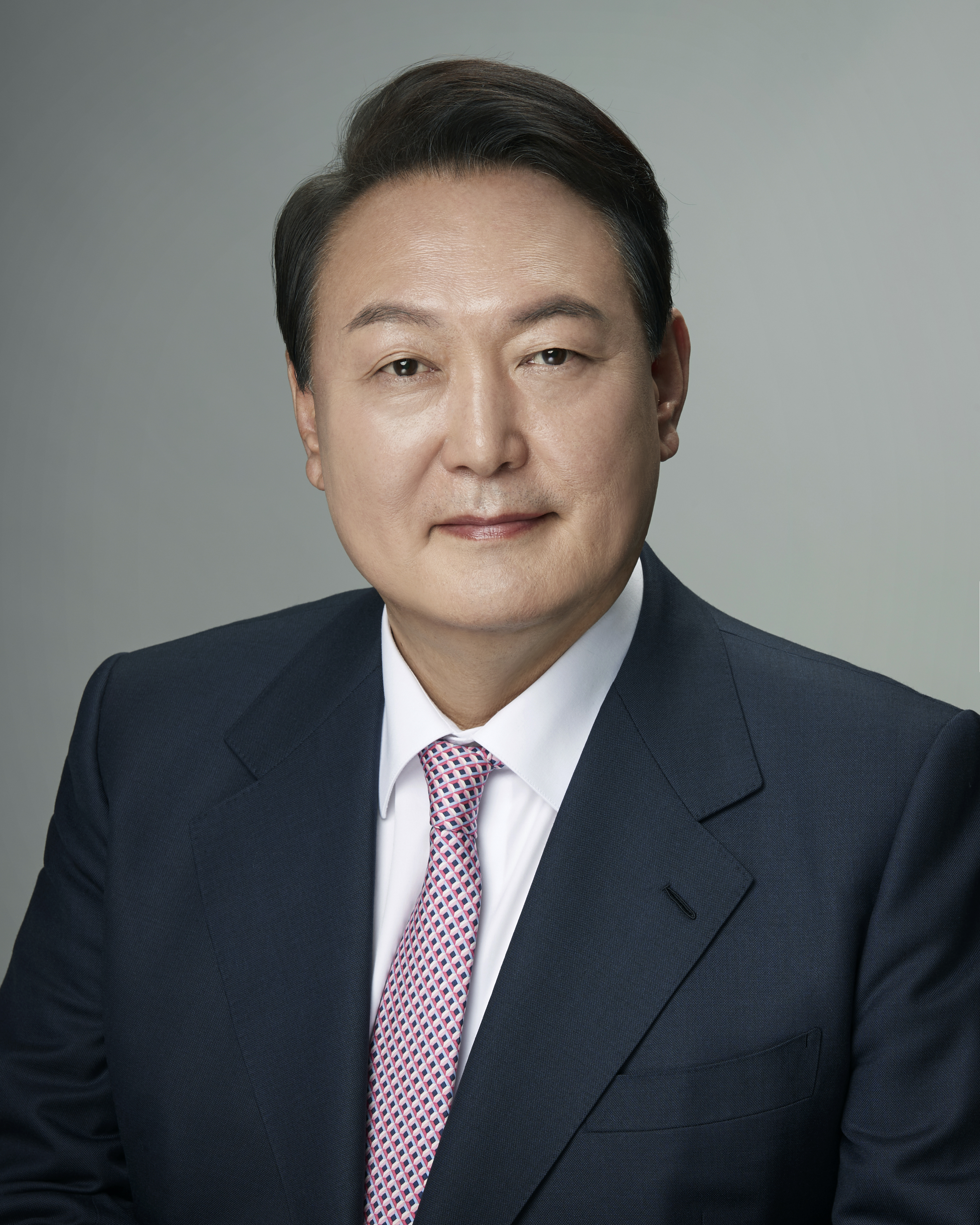
Corea del Sud Yoon Suk-yeol, Presidente
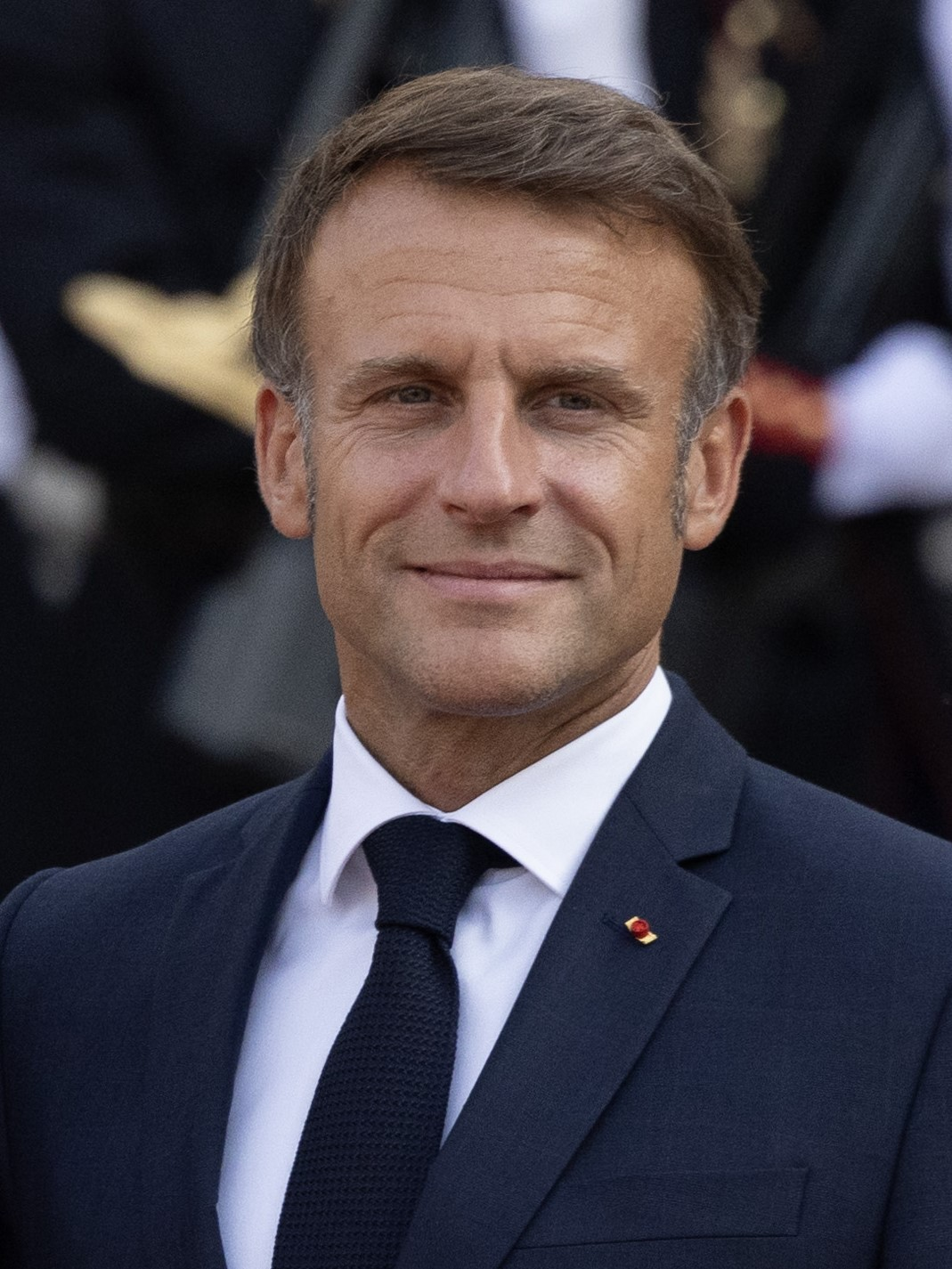
Francia Emmanuel Macron, Presidente
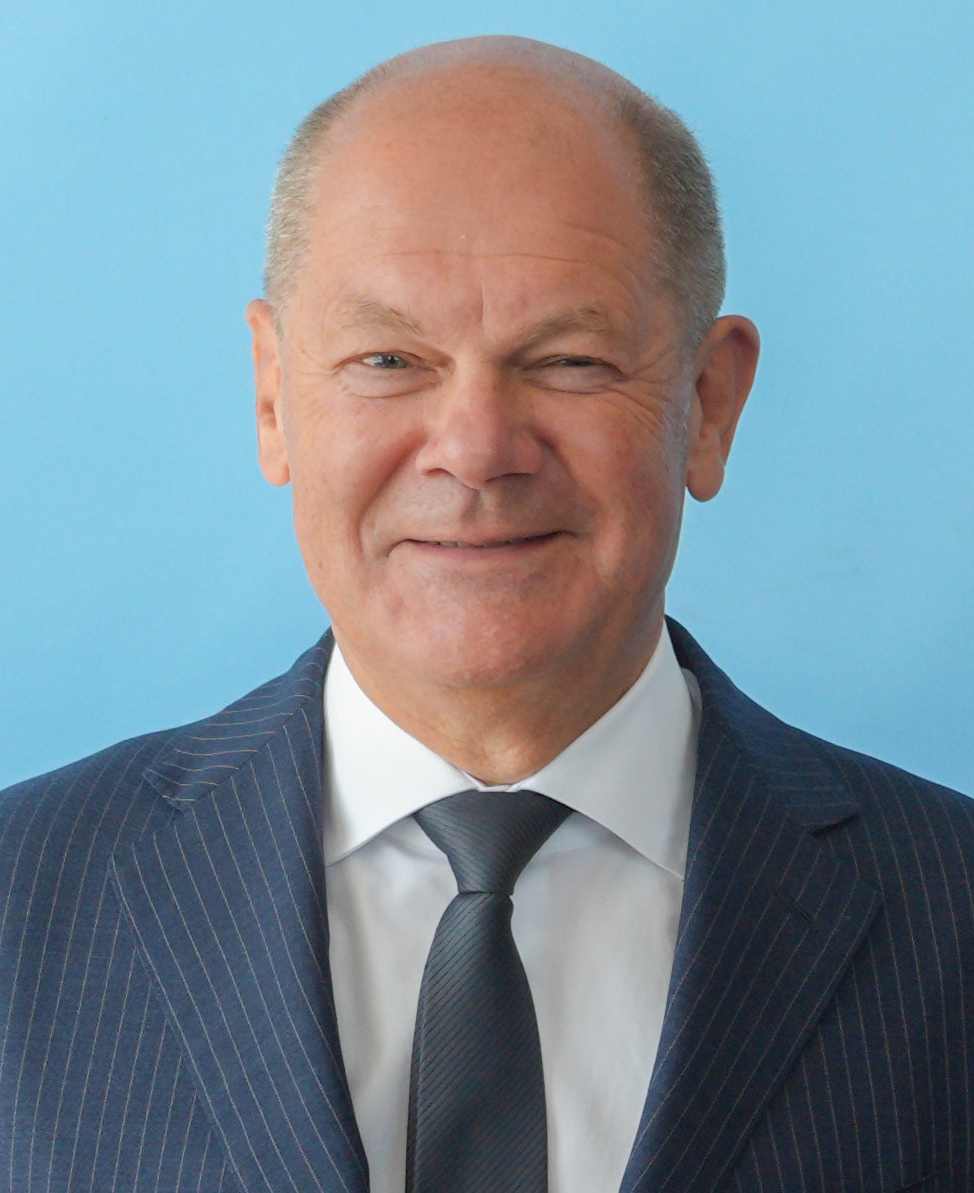
Germania Olaf Scholz, Cancelliere
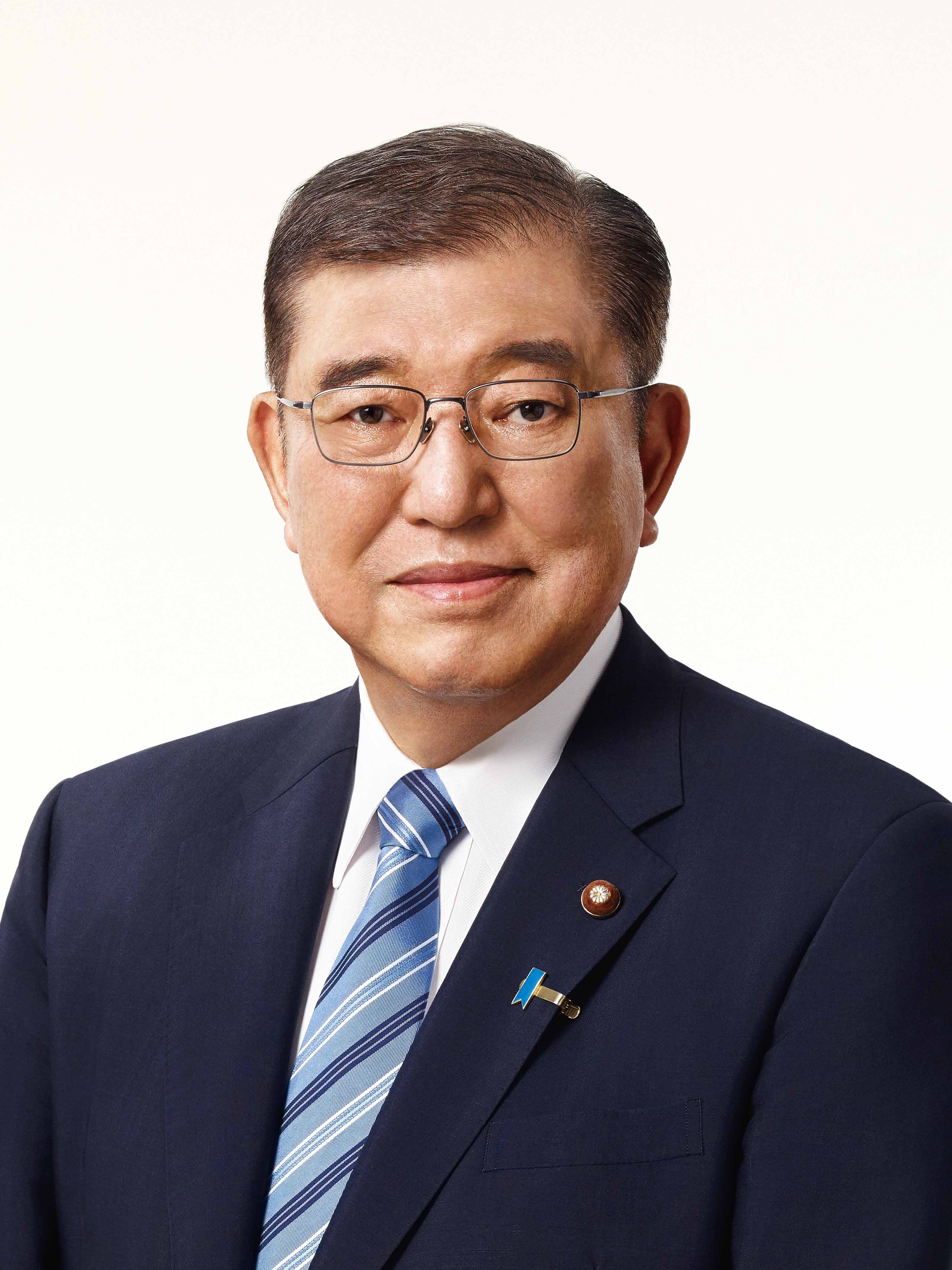
Giappone Shigeru Ishiba, Primo ministro
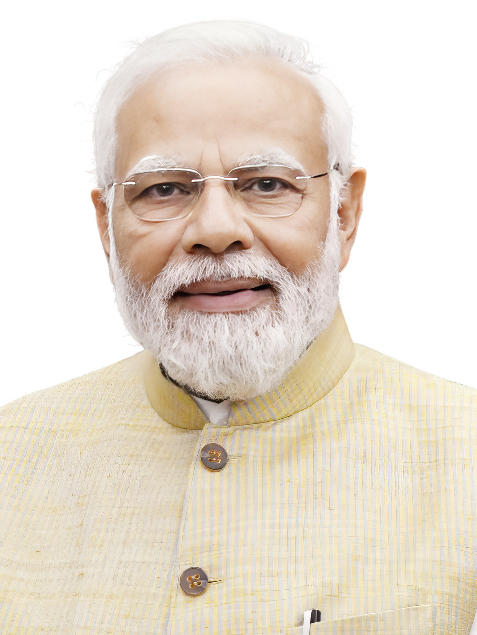
India Narendra Modi, Primo ministro
Indonesia Prabowo Subianto, Presidente
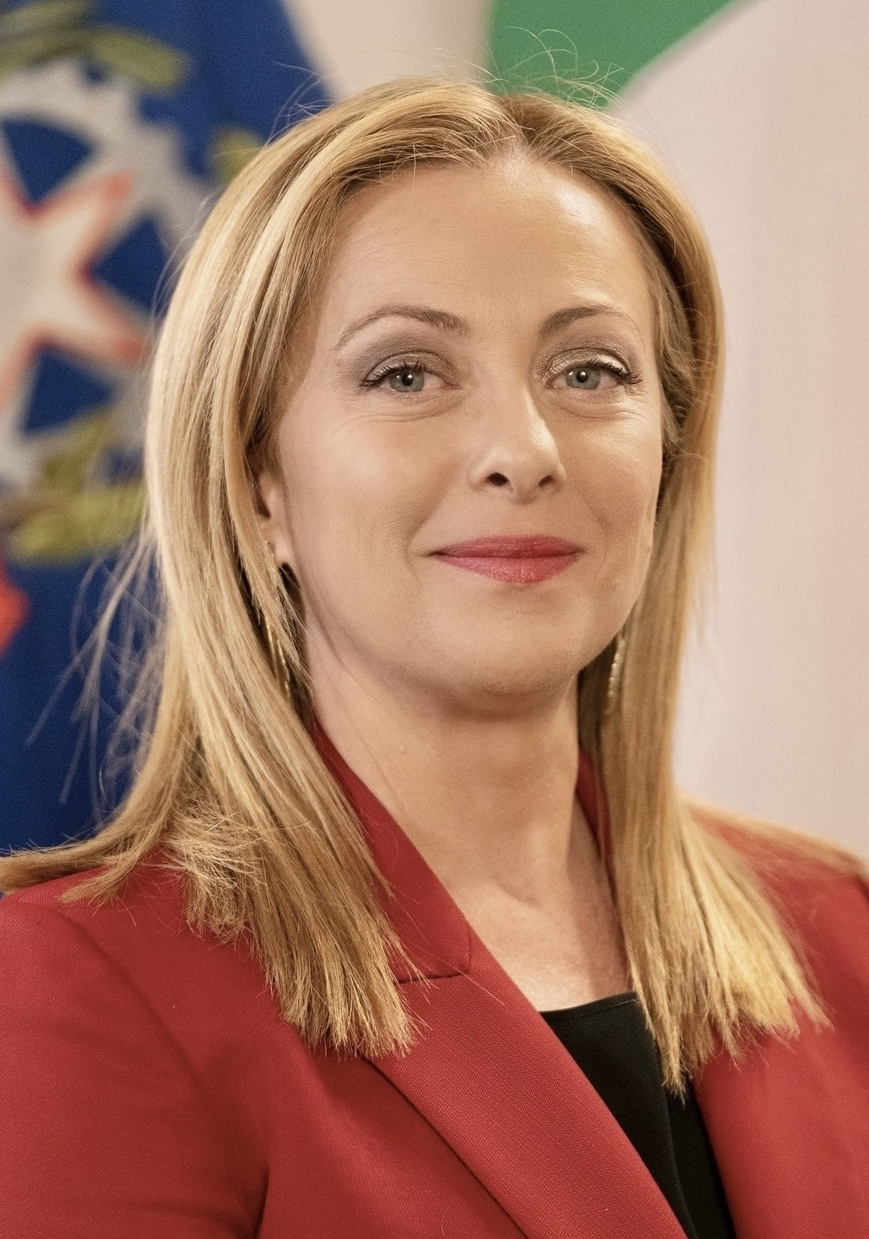
Italia Giorgia Meloni, Presidente del Consiglio
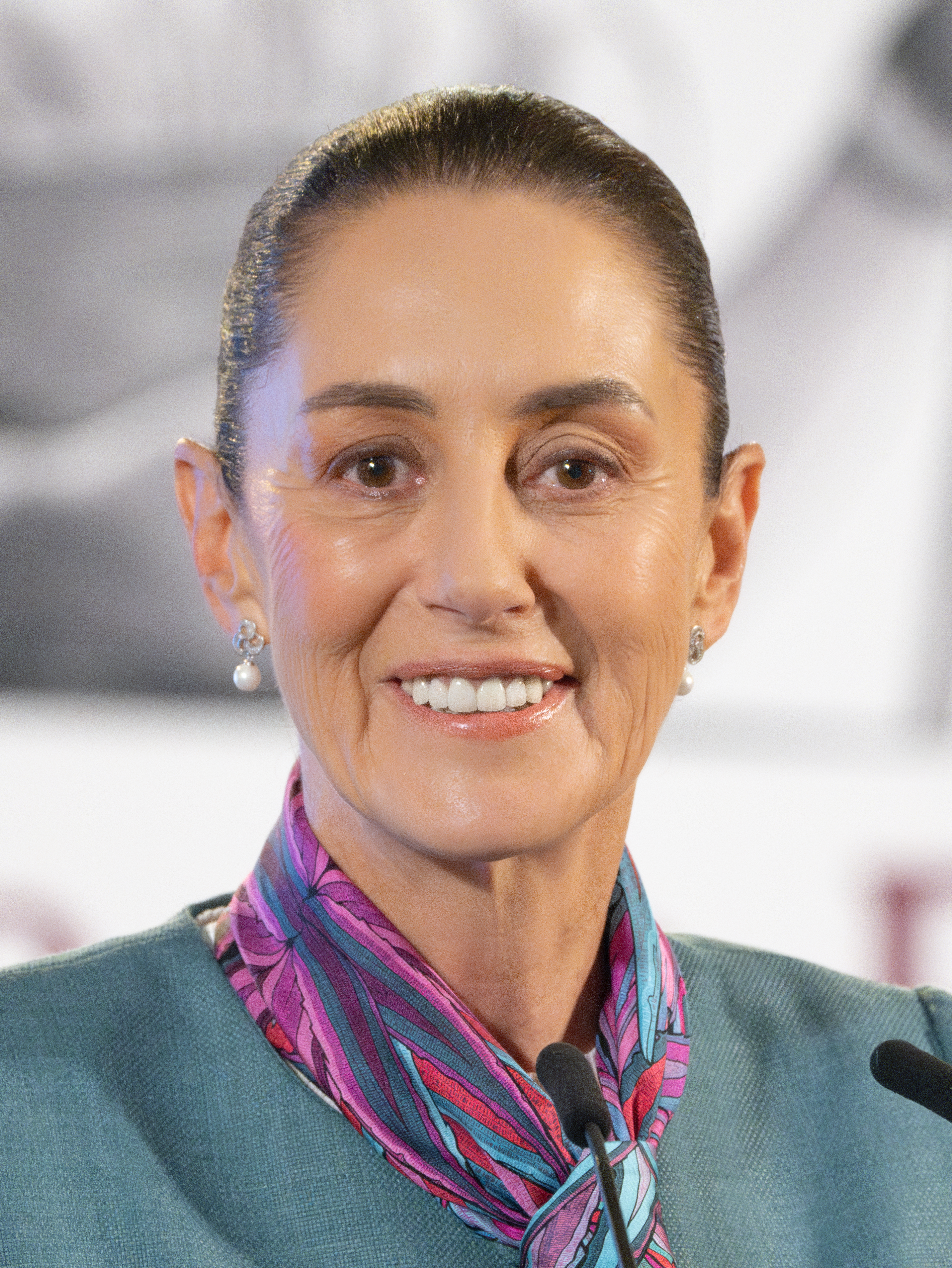
Messico Claudia Sheinbaum, Presidente
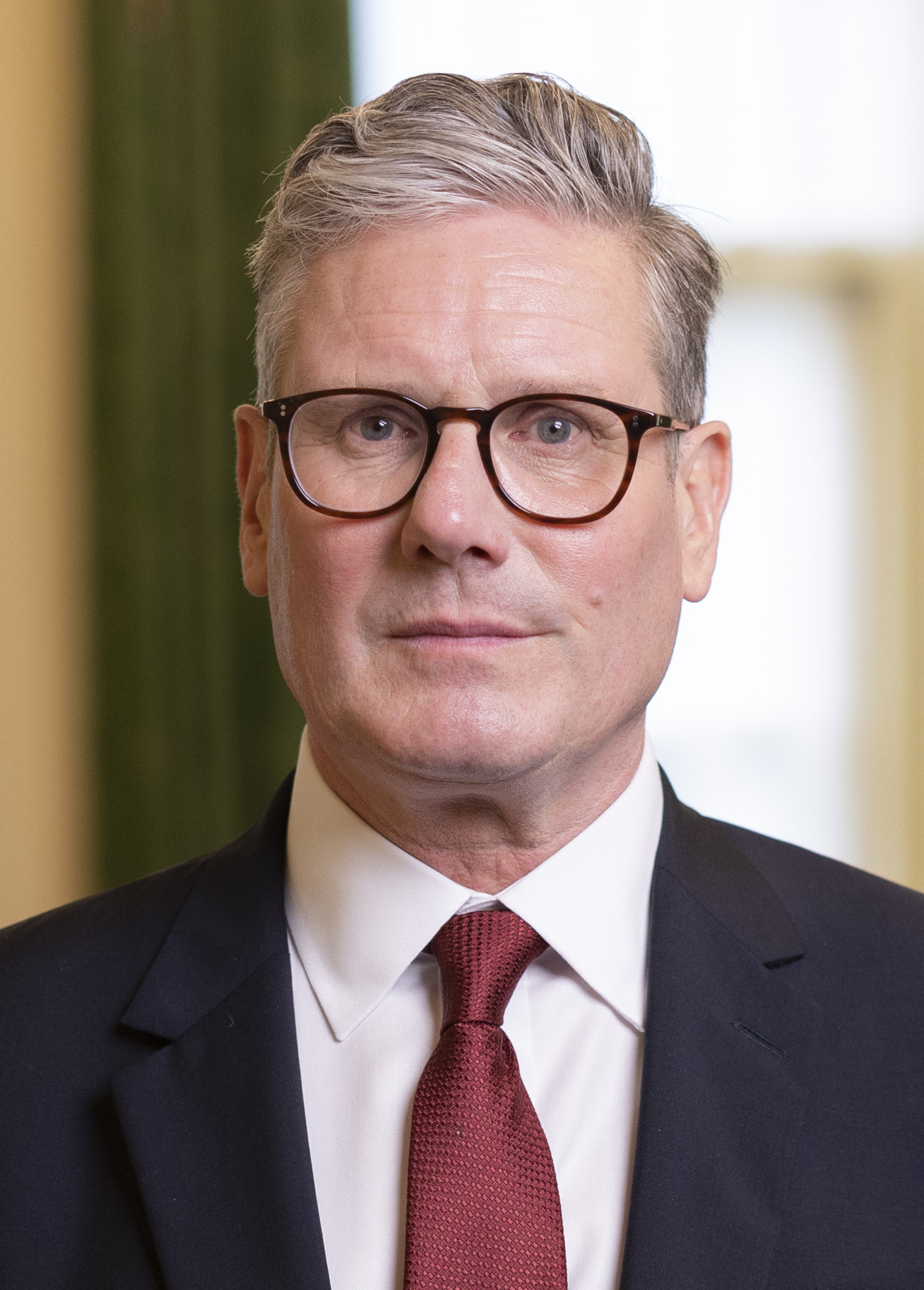
Regno Unito Keir Starmer, Primo ministro
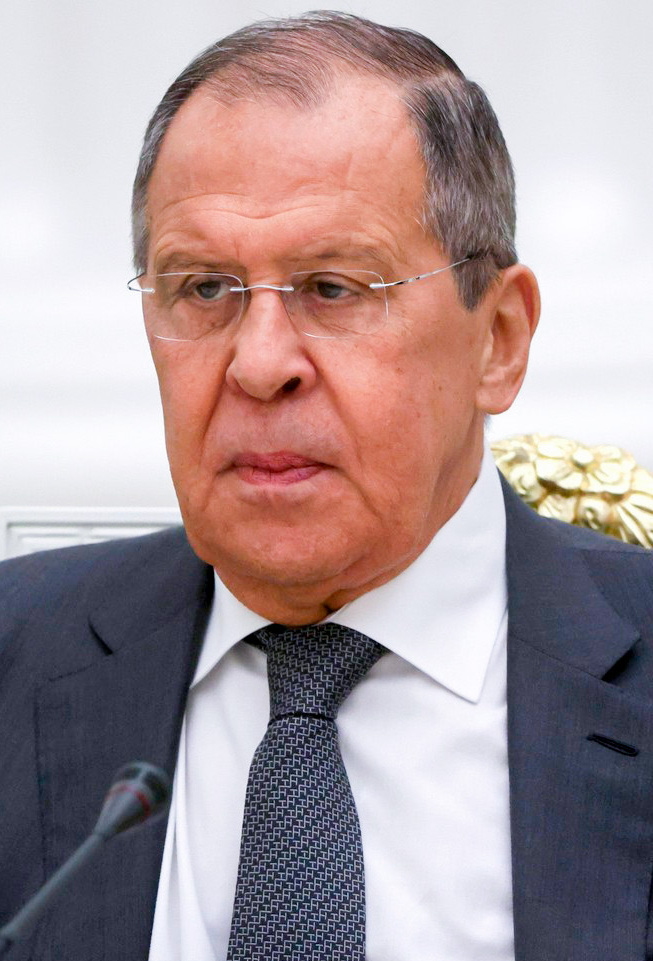
Russia Sergej Lavrov, Ministro degli esteri
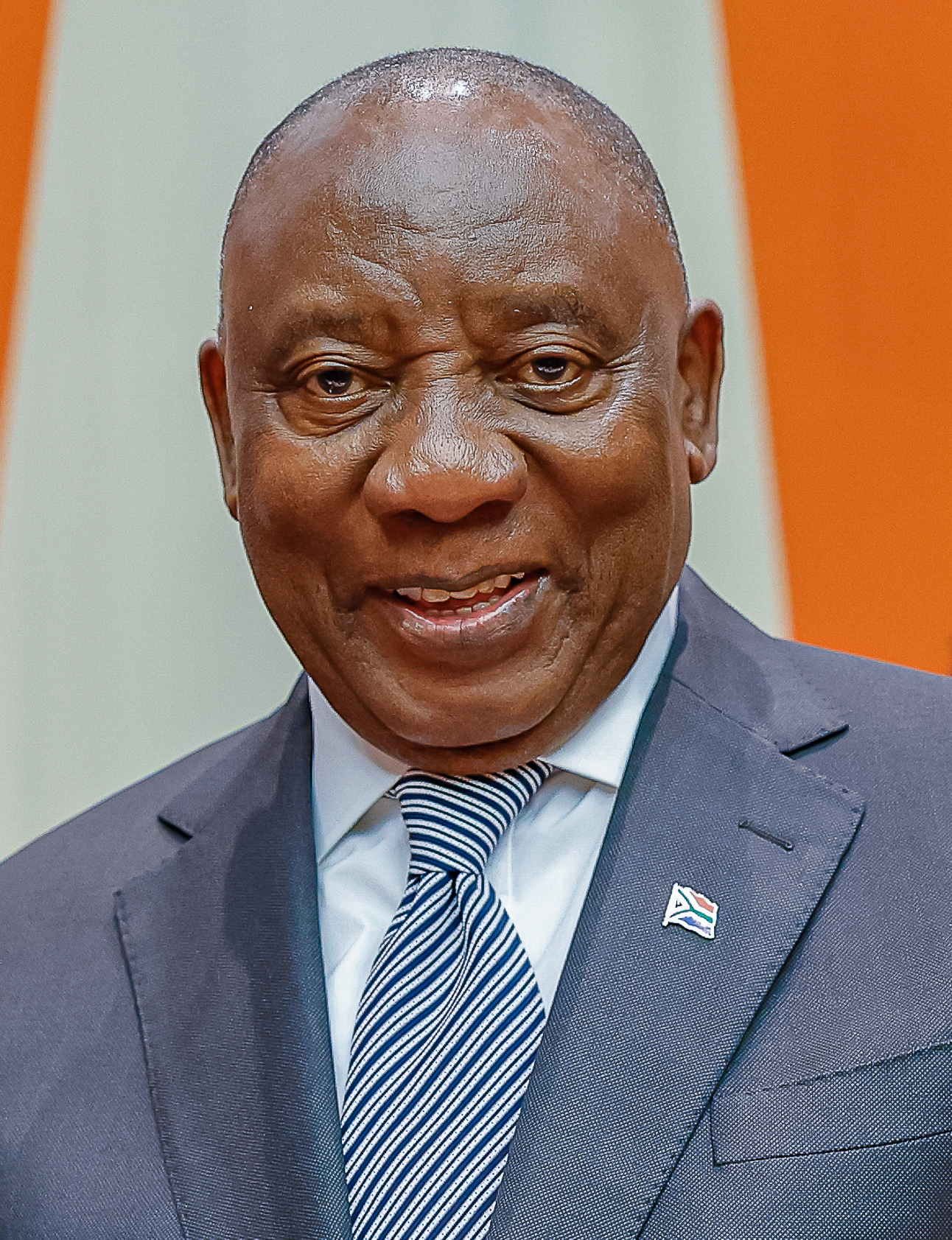
Sudafrica Cyril Ramaphosa, Presidente
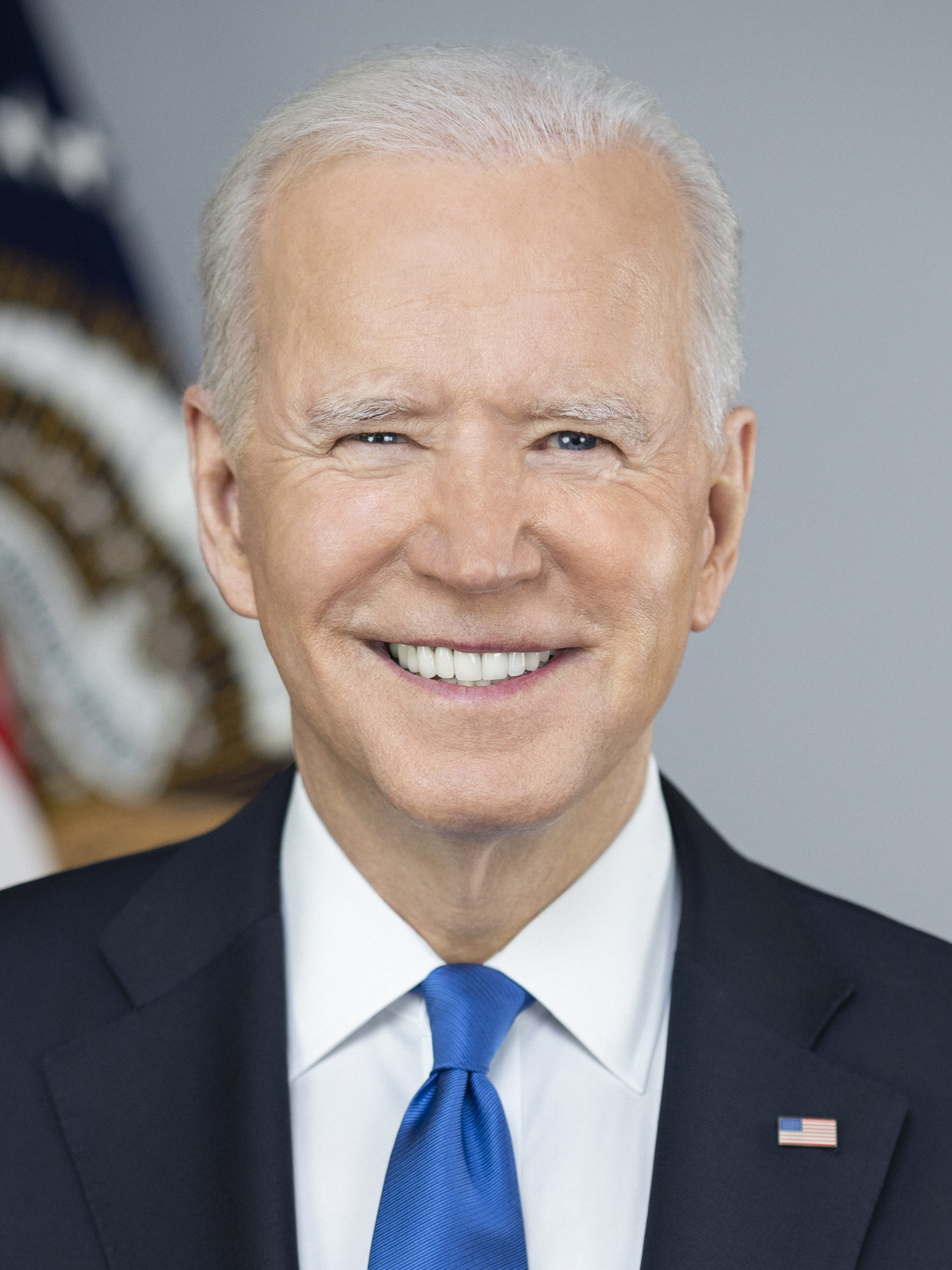
Stati Uniti Joe Biden, Presidente
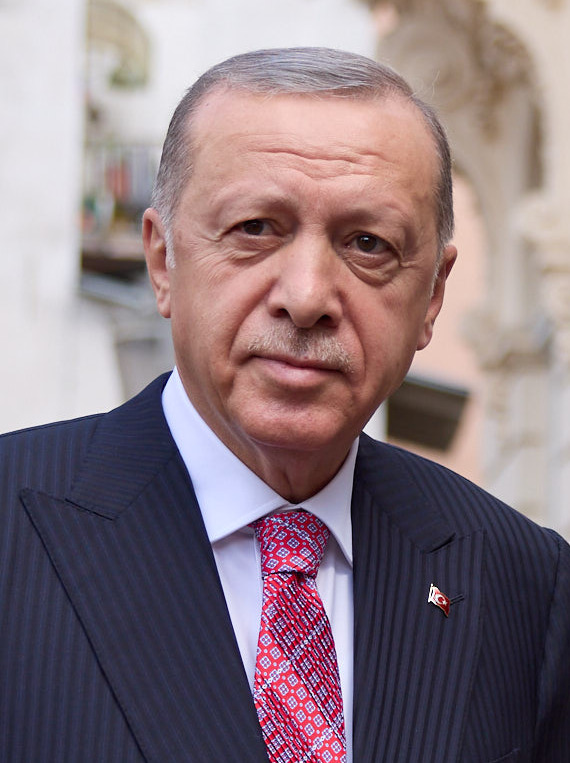
Turchia Recep Tayyip Erdoğan, Presidente
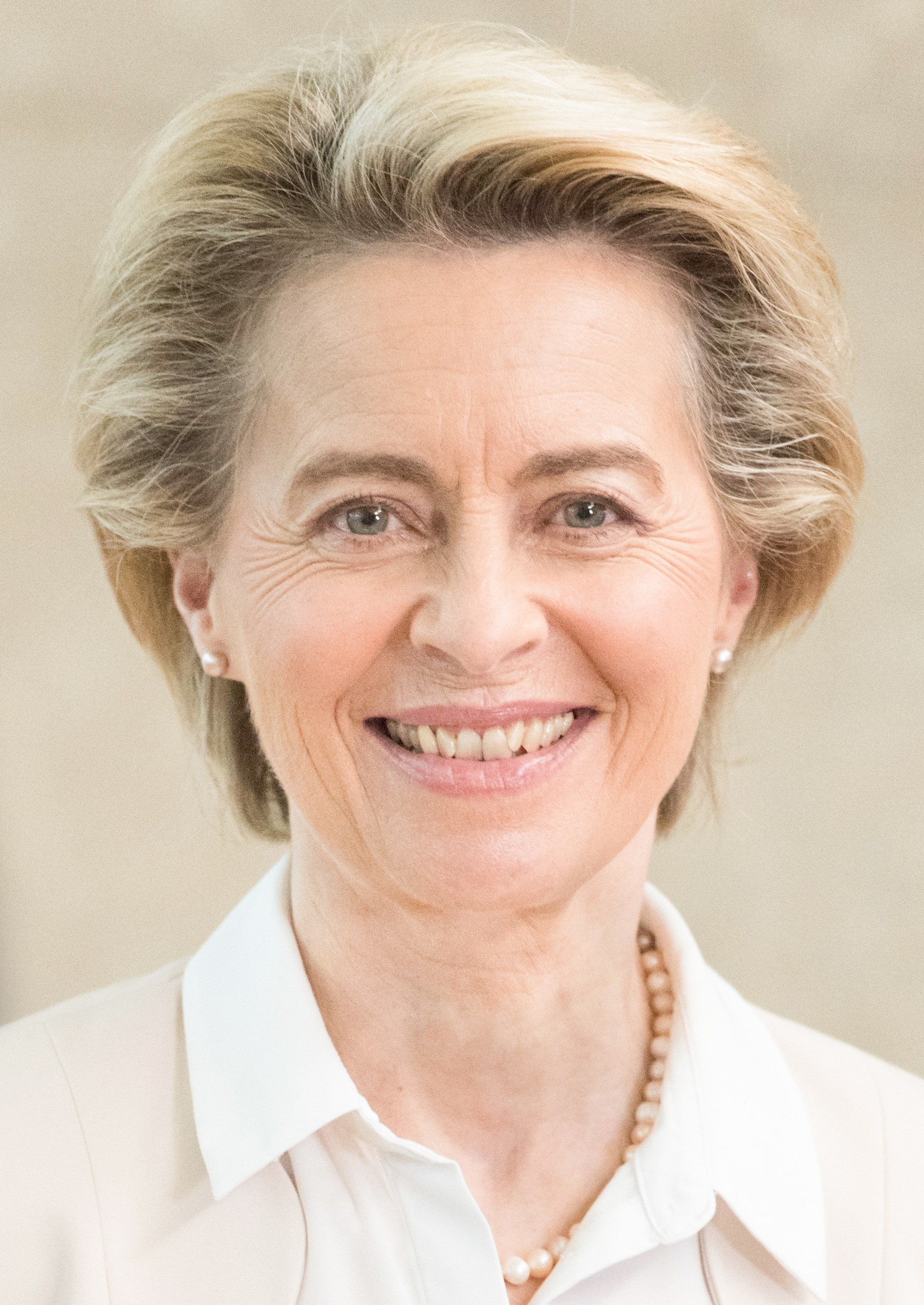
Unione europea Ursula von der Leyen, Presidente della Commissione europea
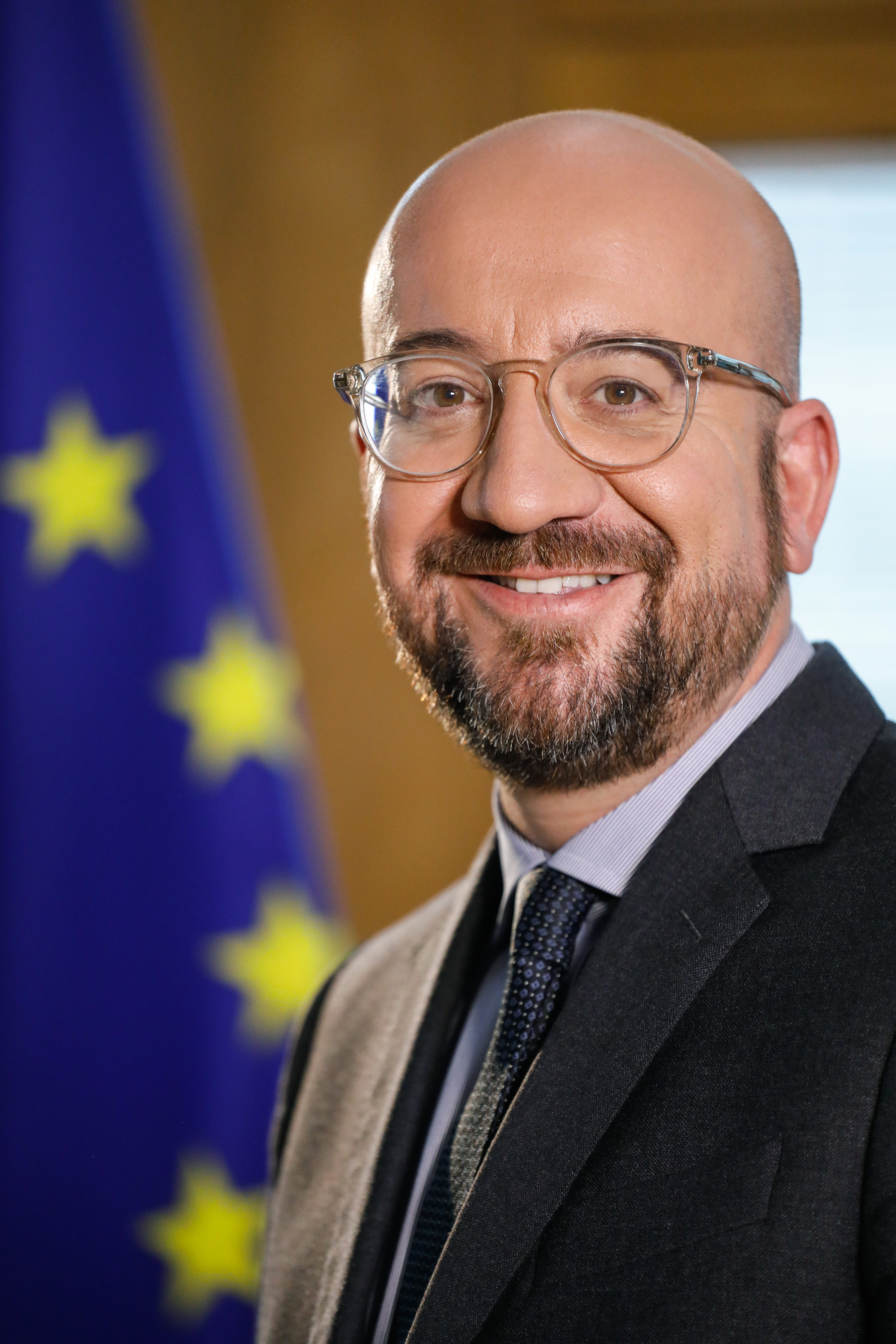
Unione europea Charles Michel, Presidente del Consiglio europeo
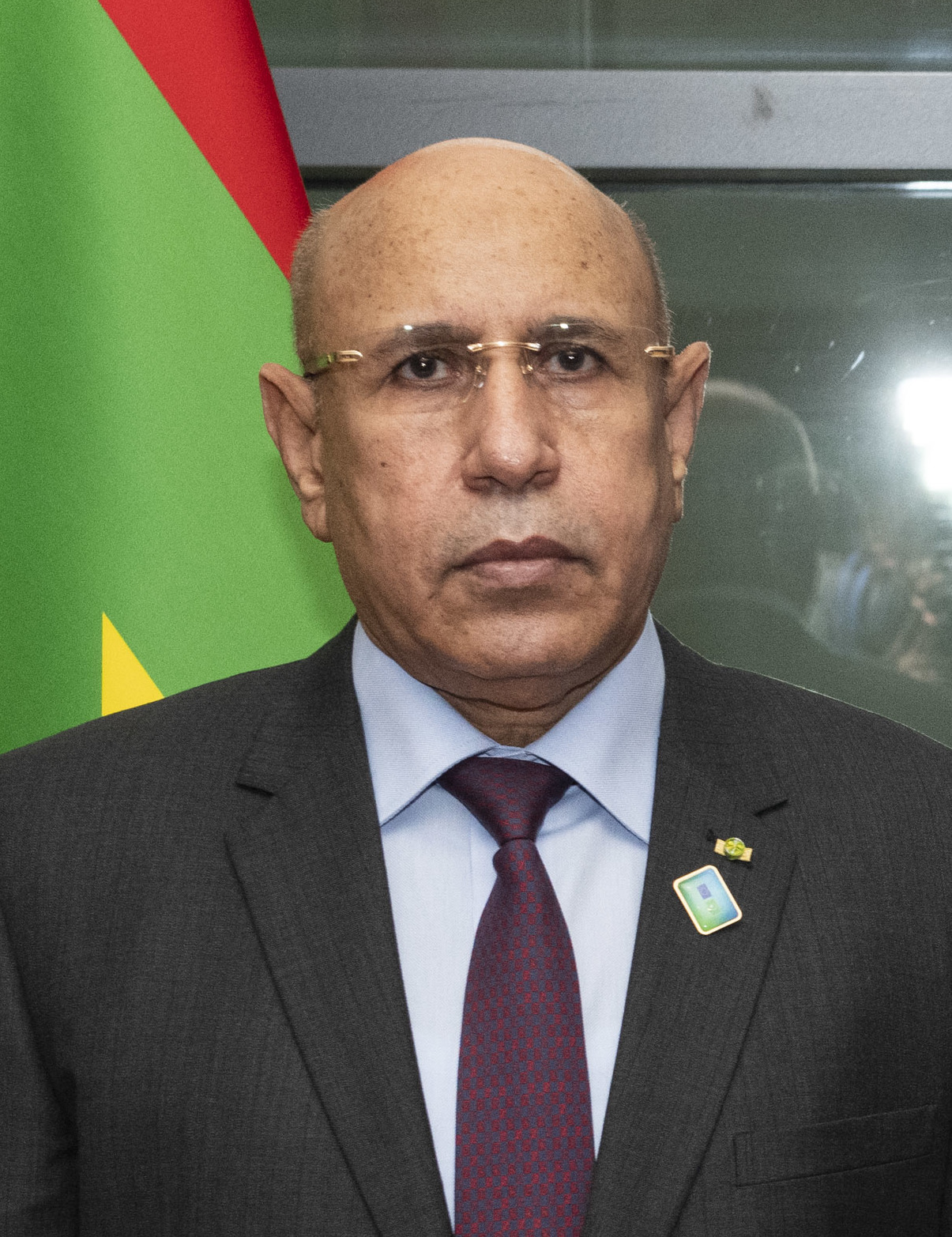
Unione africana Mauritania Mohamed Ould Ghazouani, Presidente dell'Unione Africana, Presidente della Mauritania

Il 18 ottobre 2024 il presidente russo Vladimir Putin ha annunciato che non avrebbe partecipato al vertice, affermando che la sua presenza avrebbe «rovinato» i lavori e negando che la sua decisione dipendesse dal mandato di arresto emesso dalla Corte penale internazionale in quanto «sentenze di questo tipo possono essere aggirate molto facilmente».

### Paesi invitati al G20
La presidenza brasiliana ha invitato i leader di 19 Stati.

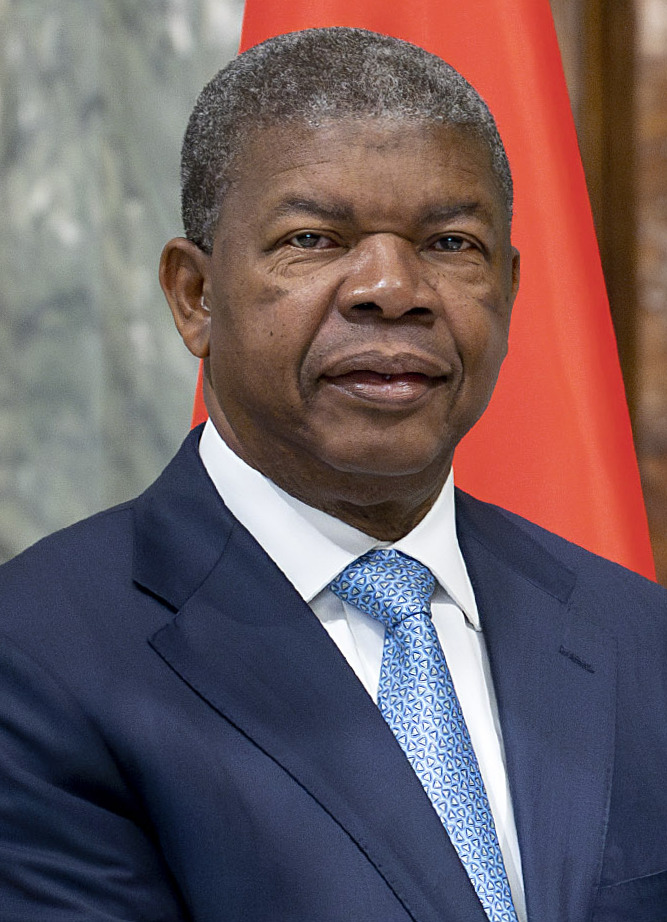
ANG João Lourenço, Presidente
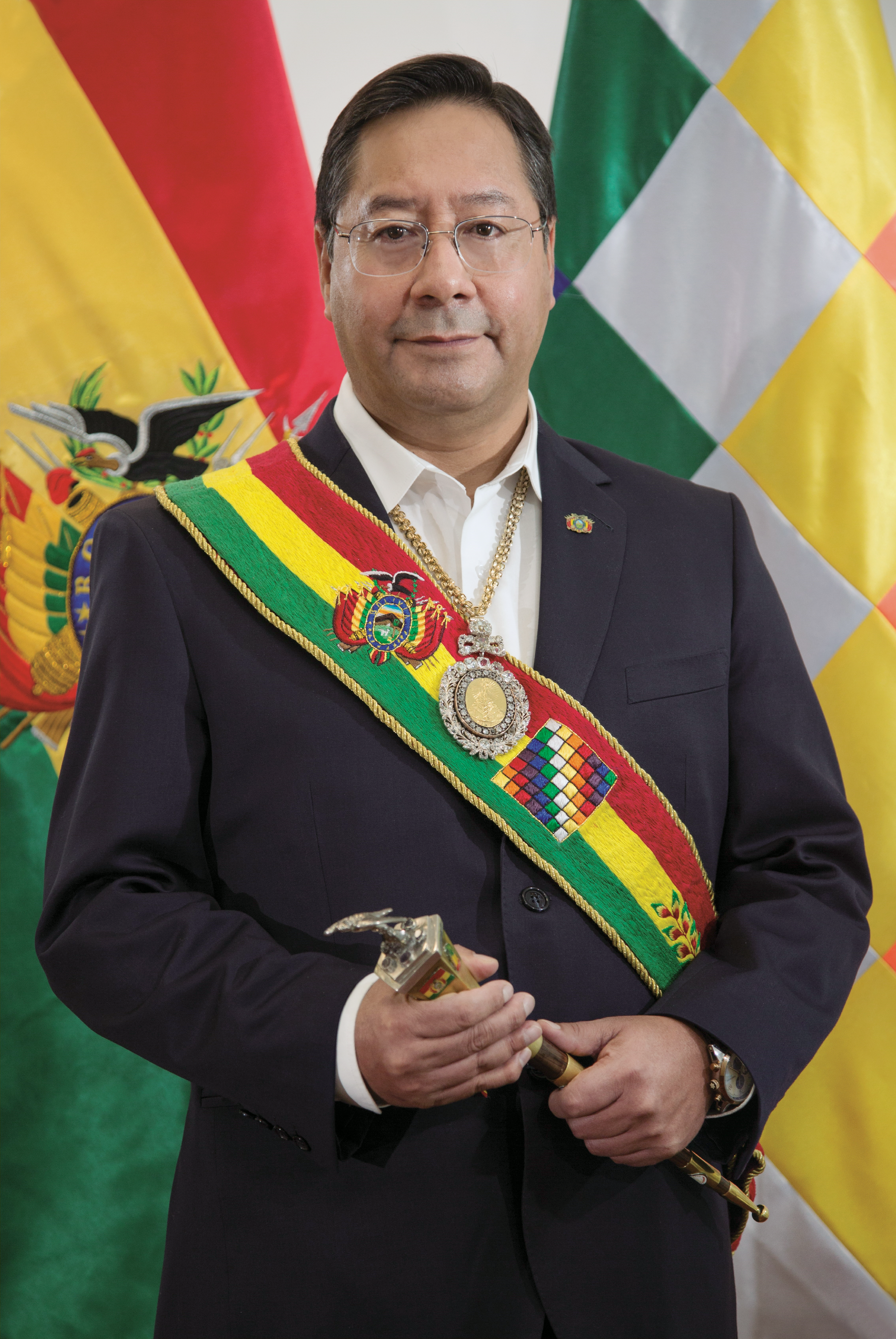
BOL Luis Arce, Presidente
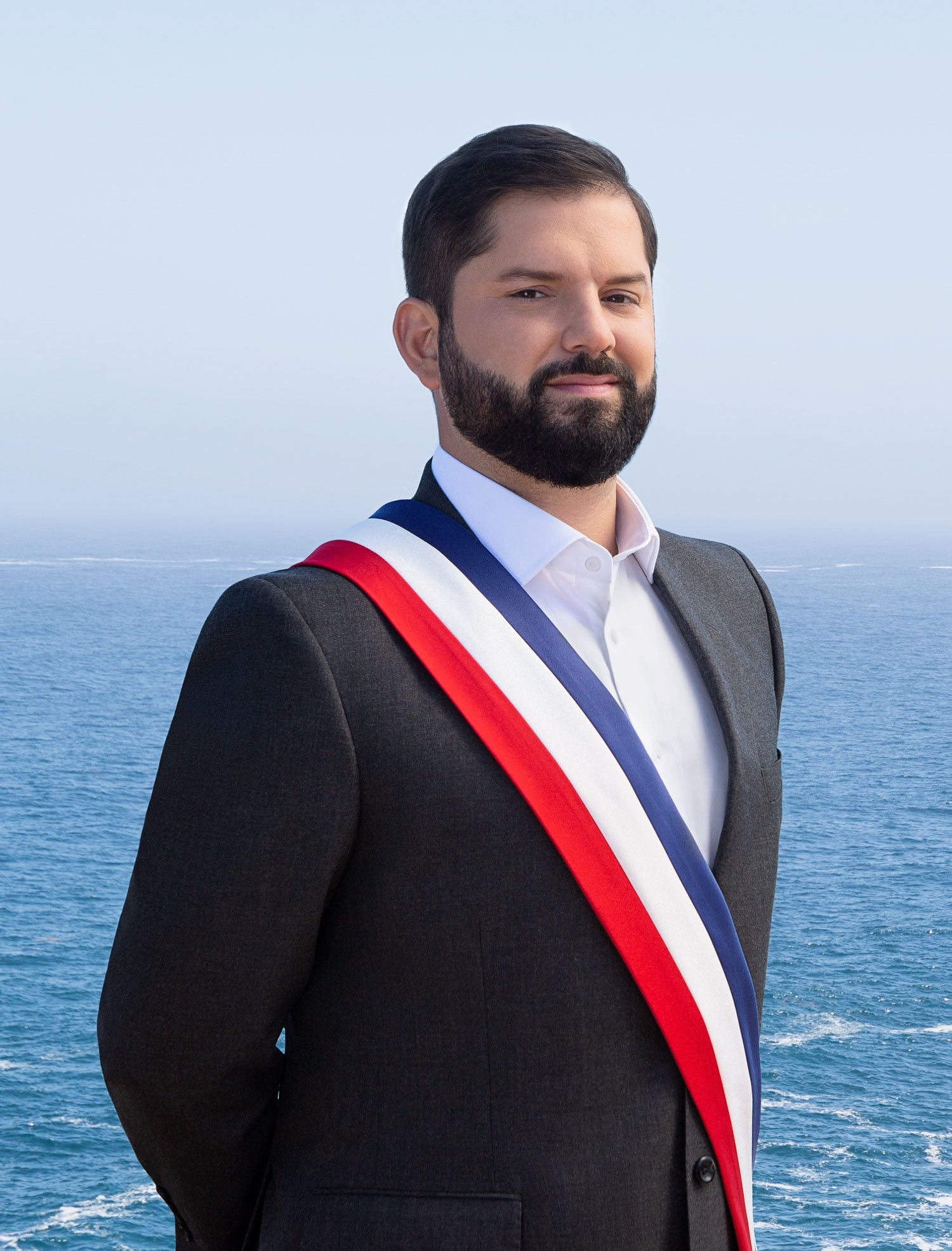
CHI Gabriel Boric, Presidente
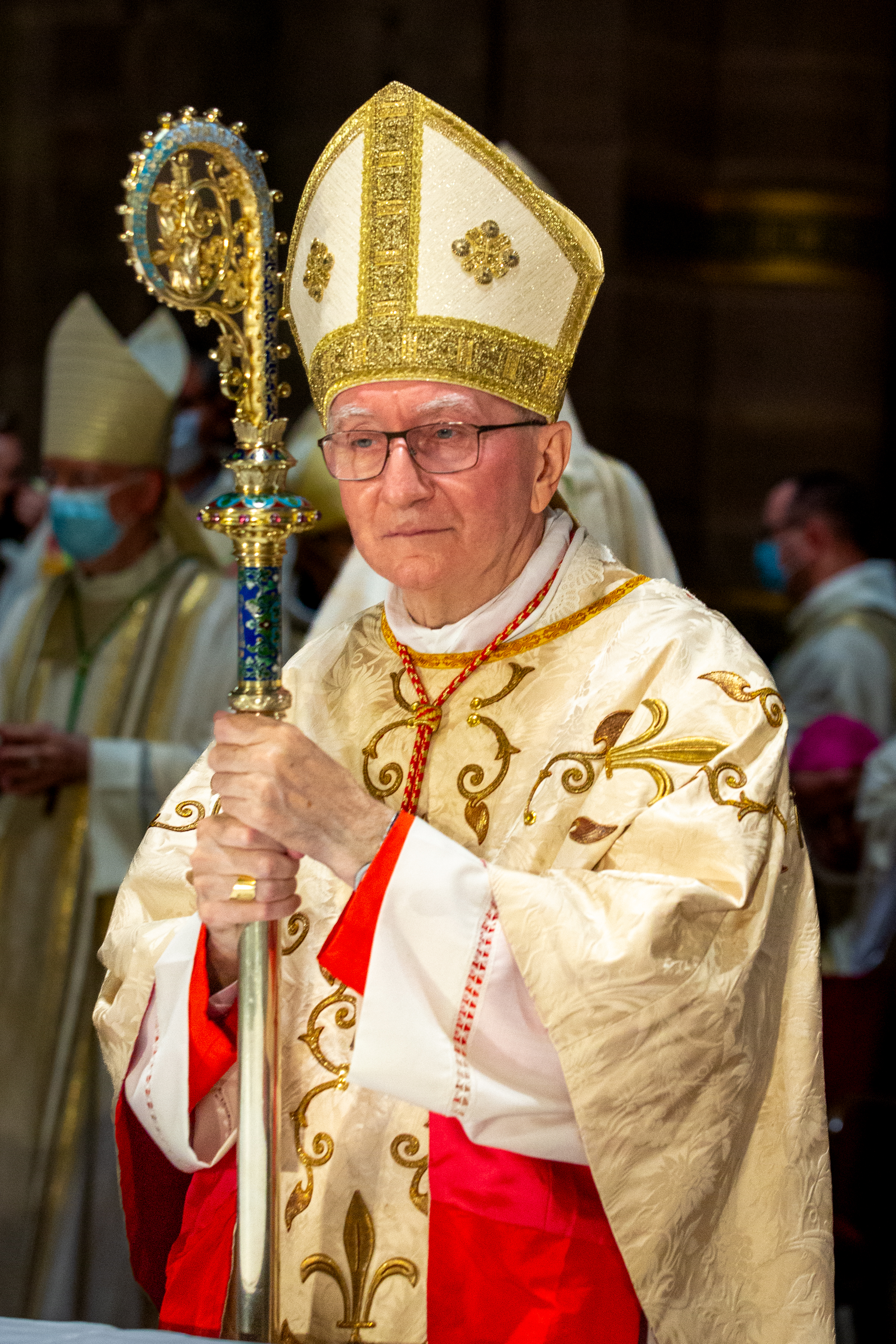
VAT Pietro Parolin, Segretario di Stato
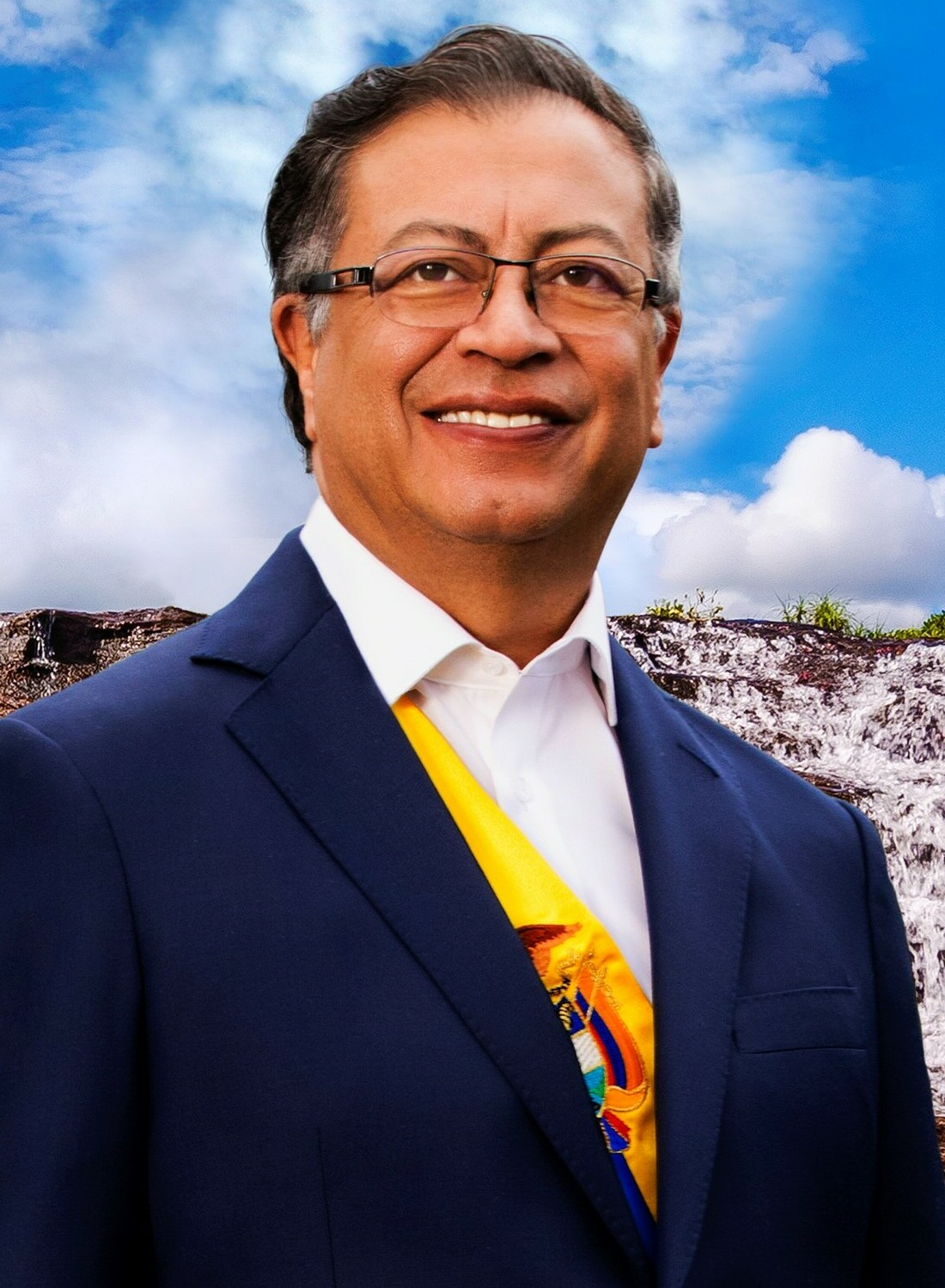
COL Gustavo Petro, Presidente
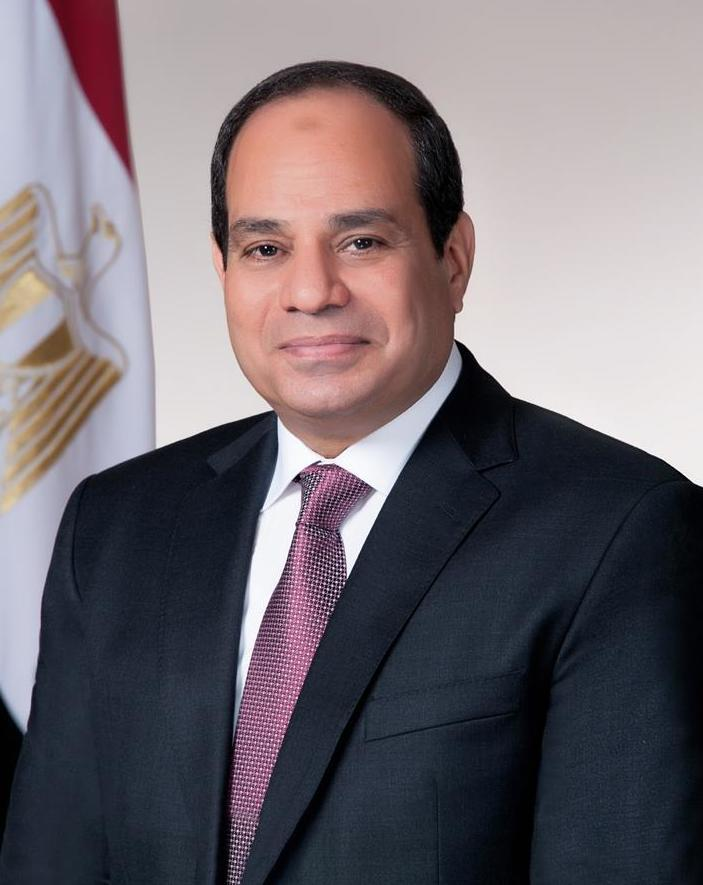
EGY Abdel Fattah al-Sisi, Presidente dell'Egitto, Presidente della NEPAD
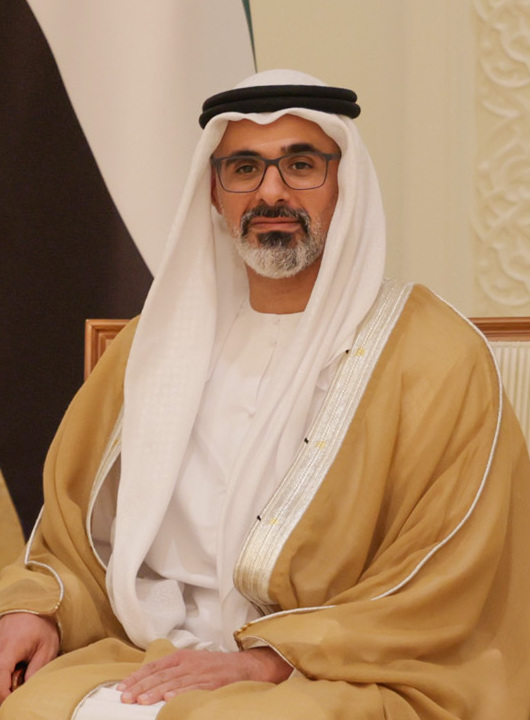
UAE Khaled bin Mohamed Al Nahyan, Principe della Corona
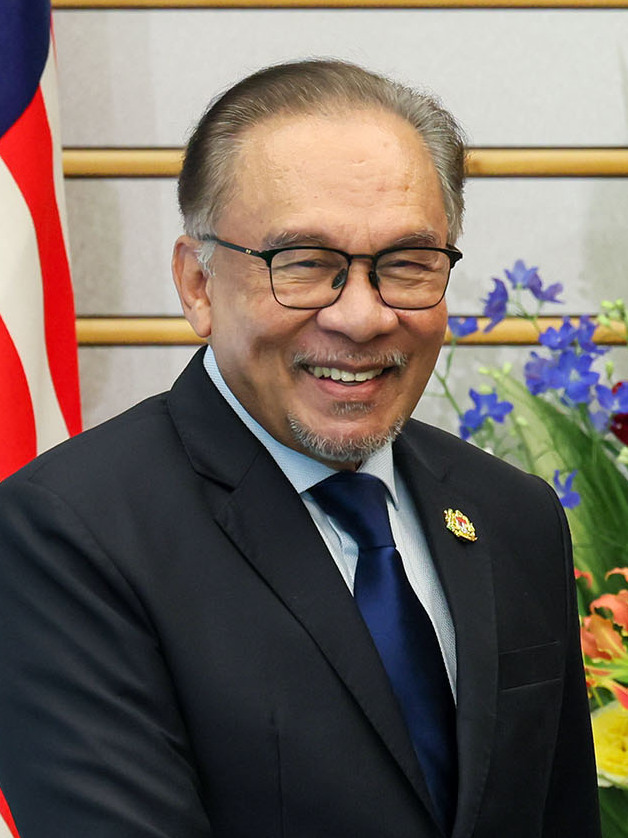
MAS Anwar Ibrahim, Primo ministro
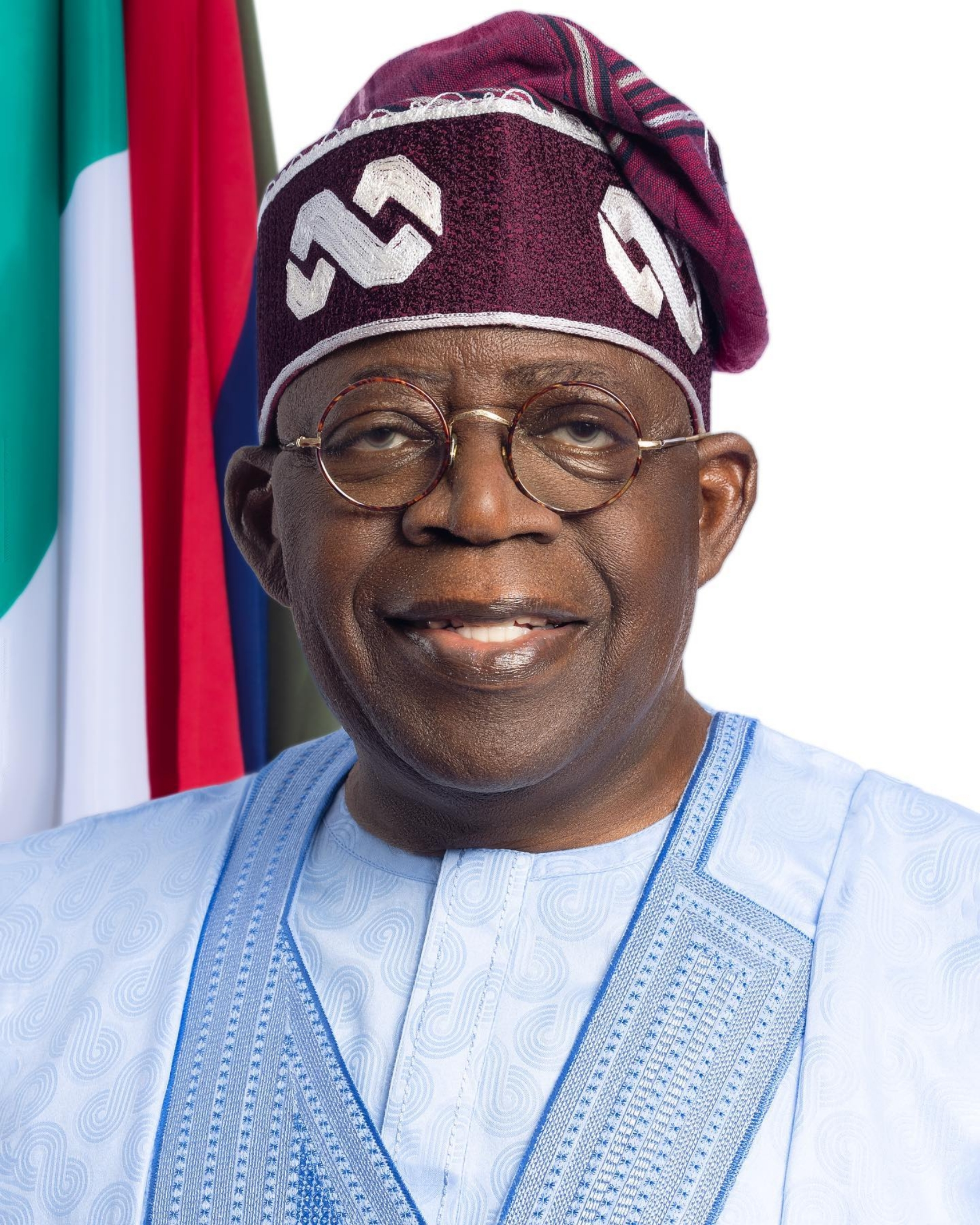
NGA Bola Tinubu, Presidente
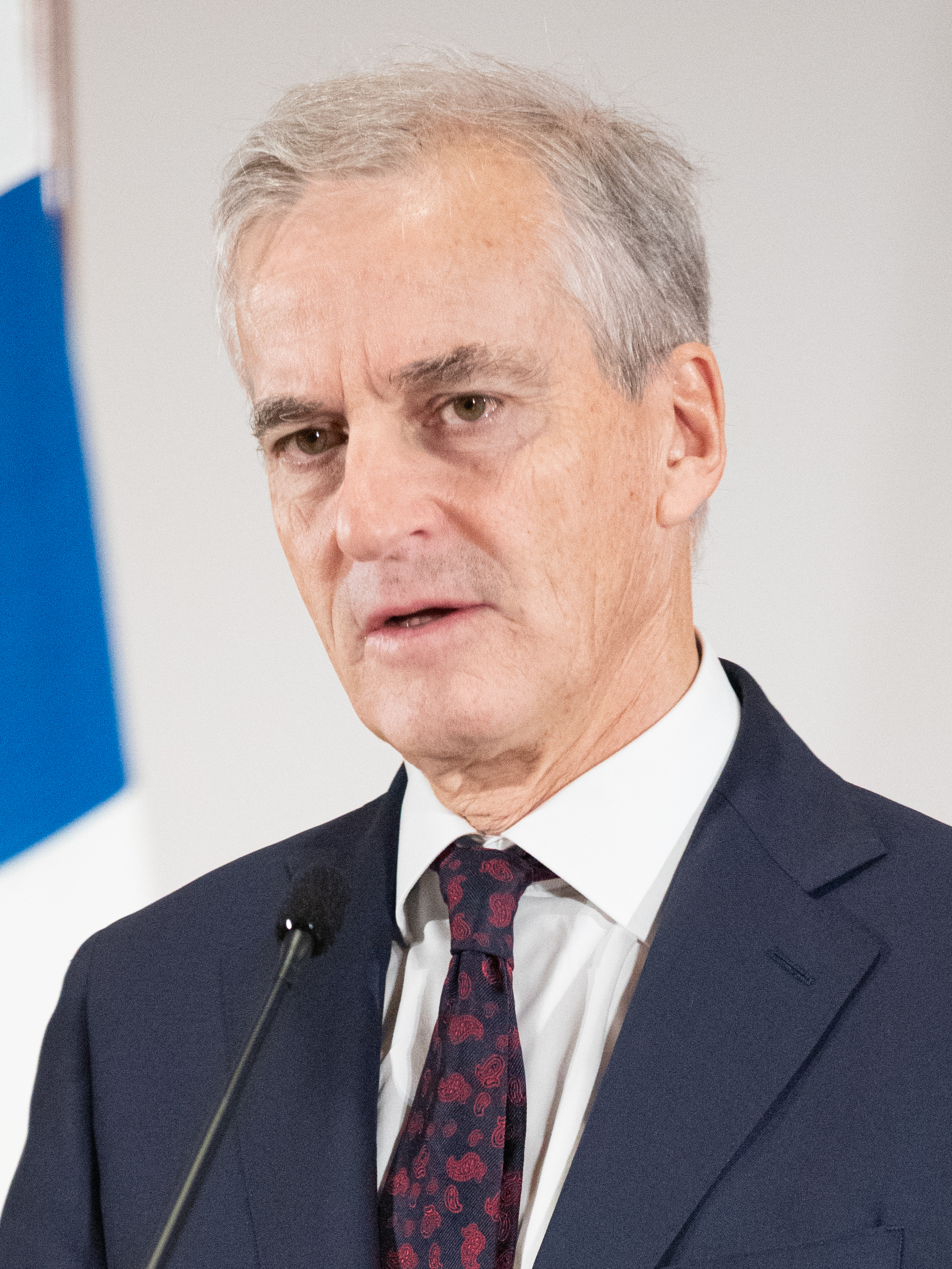
NOR Jonas Gahr Støre, Ministro di Stato
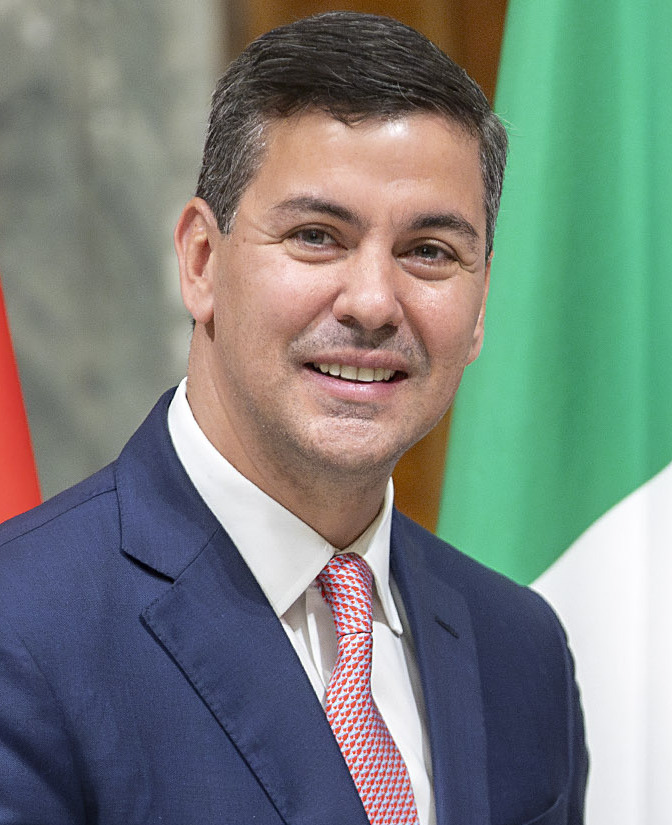
PRY Santiago Peña, Presidente
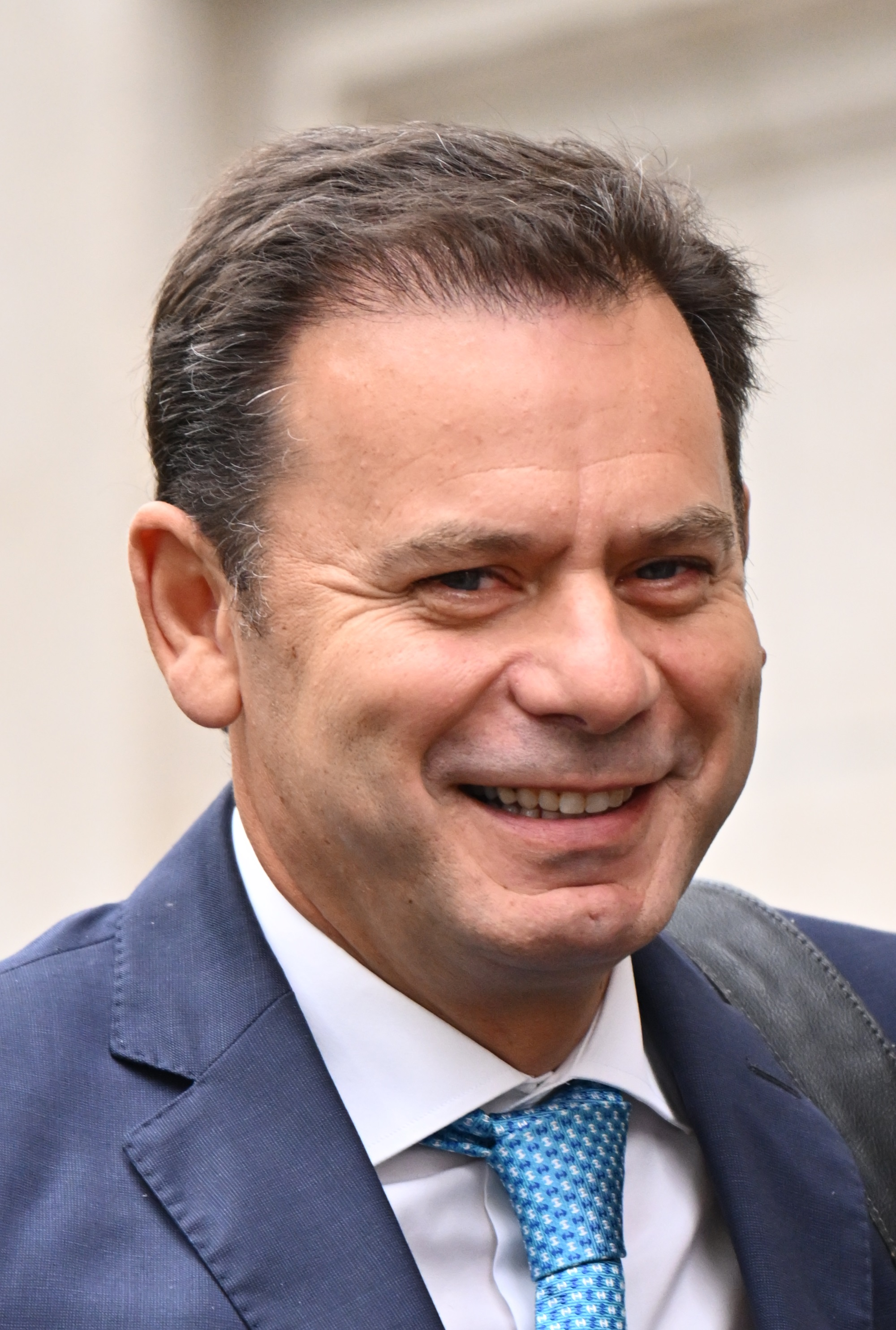
POR Luís Montenegro, Primo Ministro
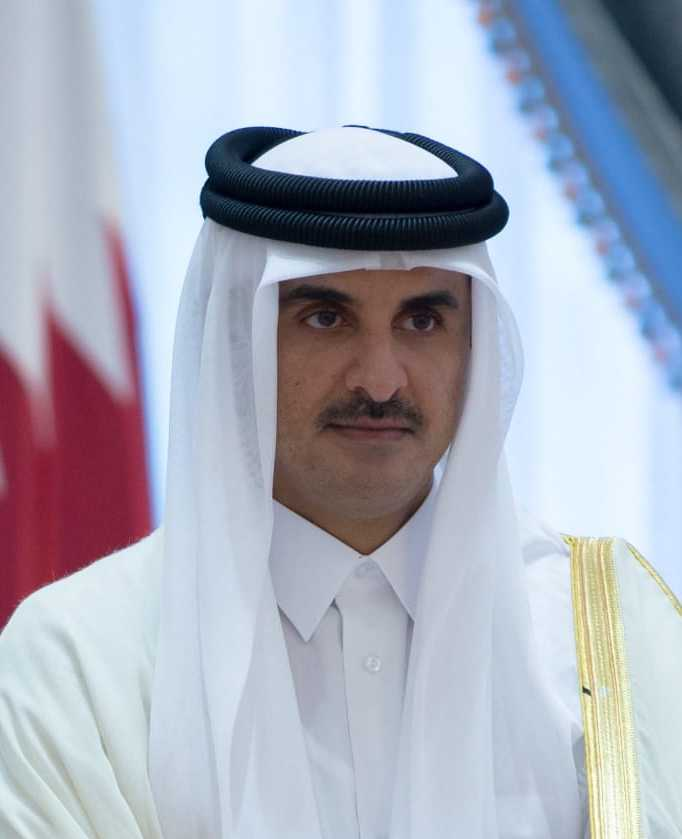
QAT Sceicco Tamim bin Hamad Al Thani, Emiro
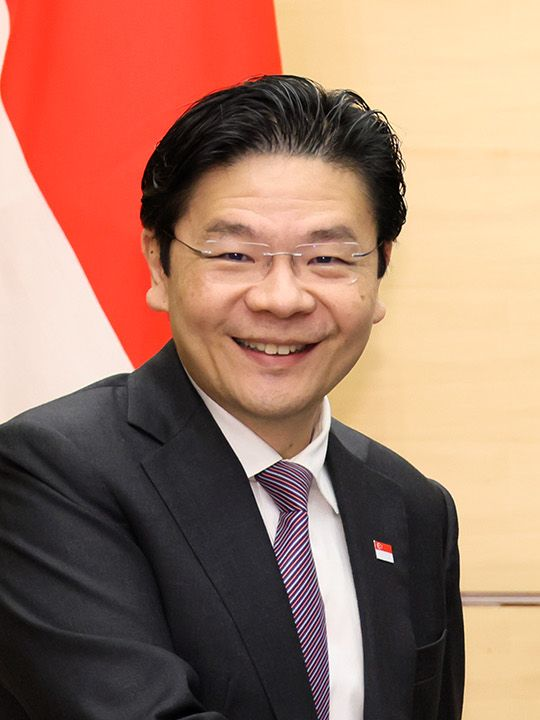
SGP Lawrence Wong, Primo Ministro
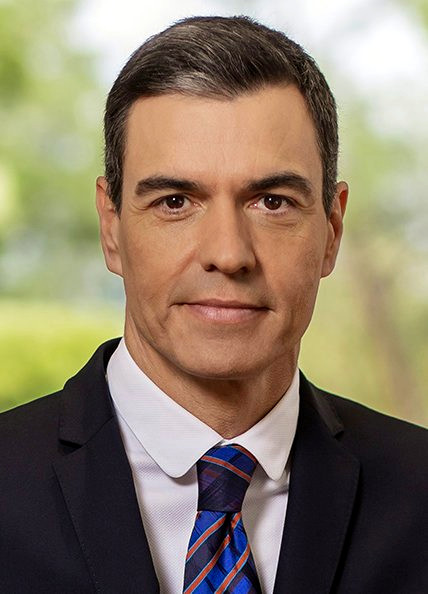
ESP Pedro Sánchez, Presidente del Governo Ospite permanente
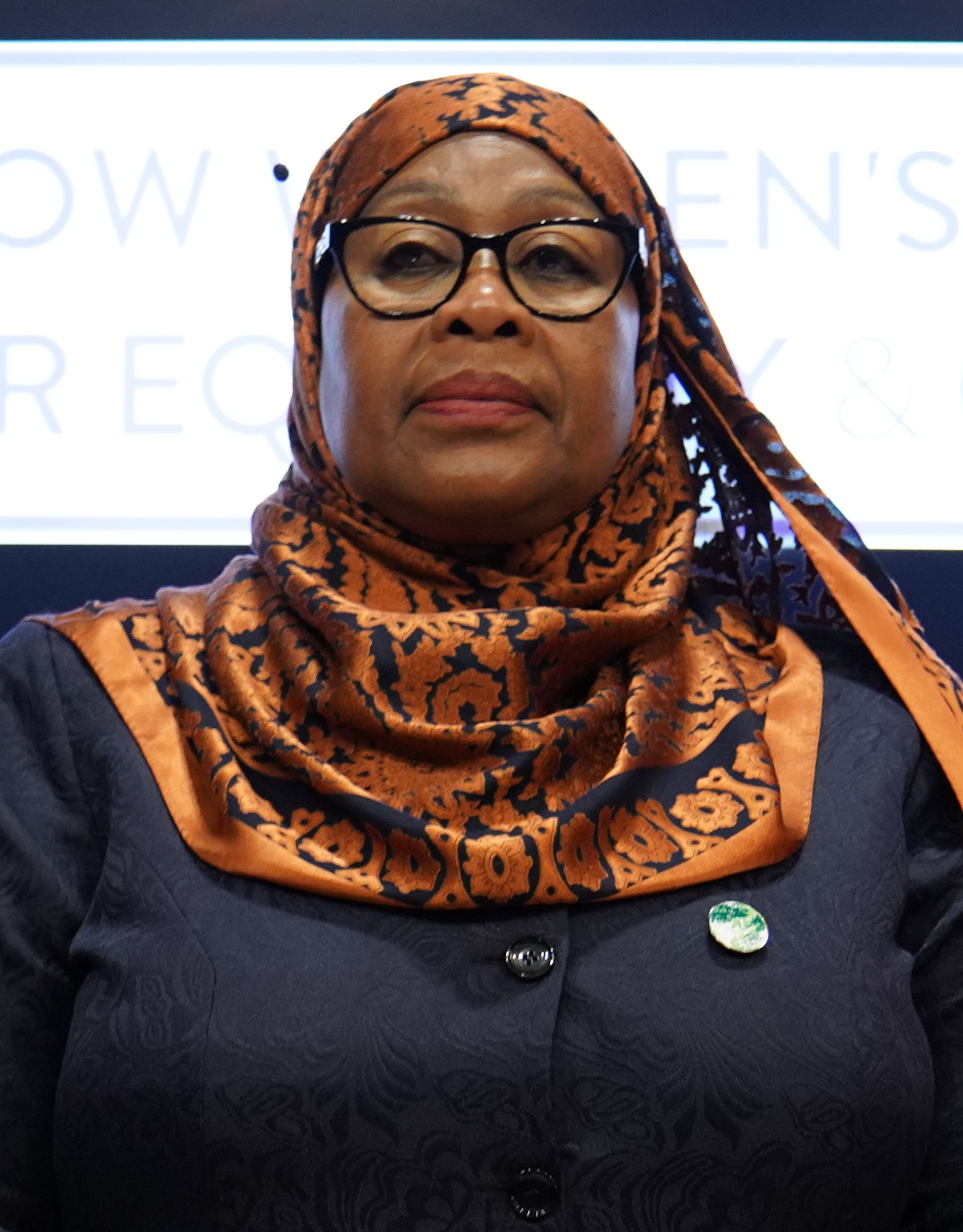
TAN Samia Suluhu, Presidente
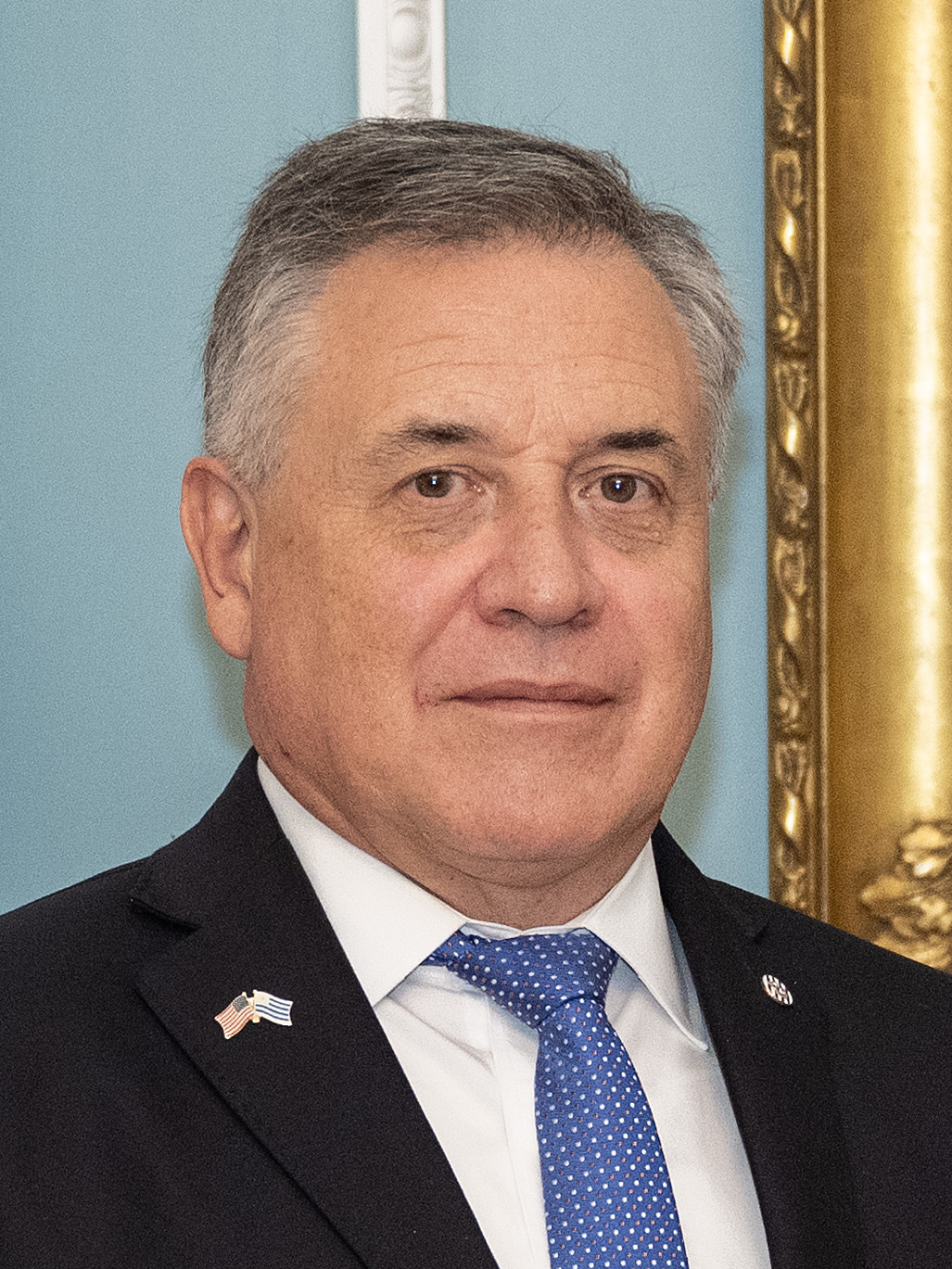
URY Omar Paganini, Ministro degli esteri
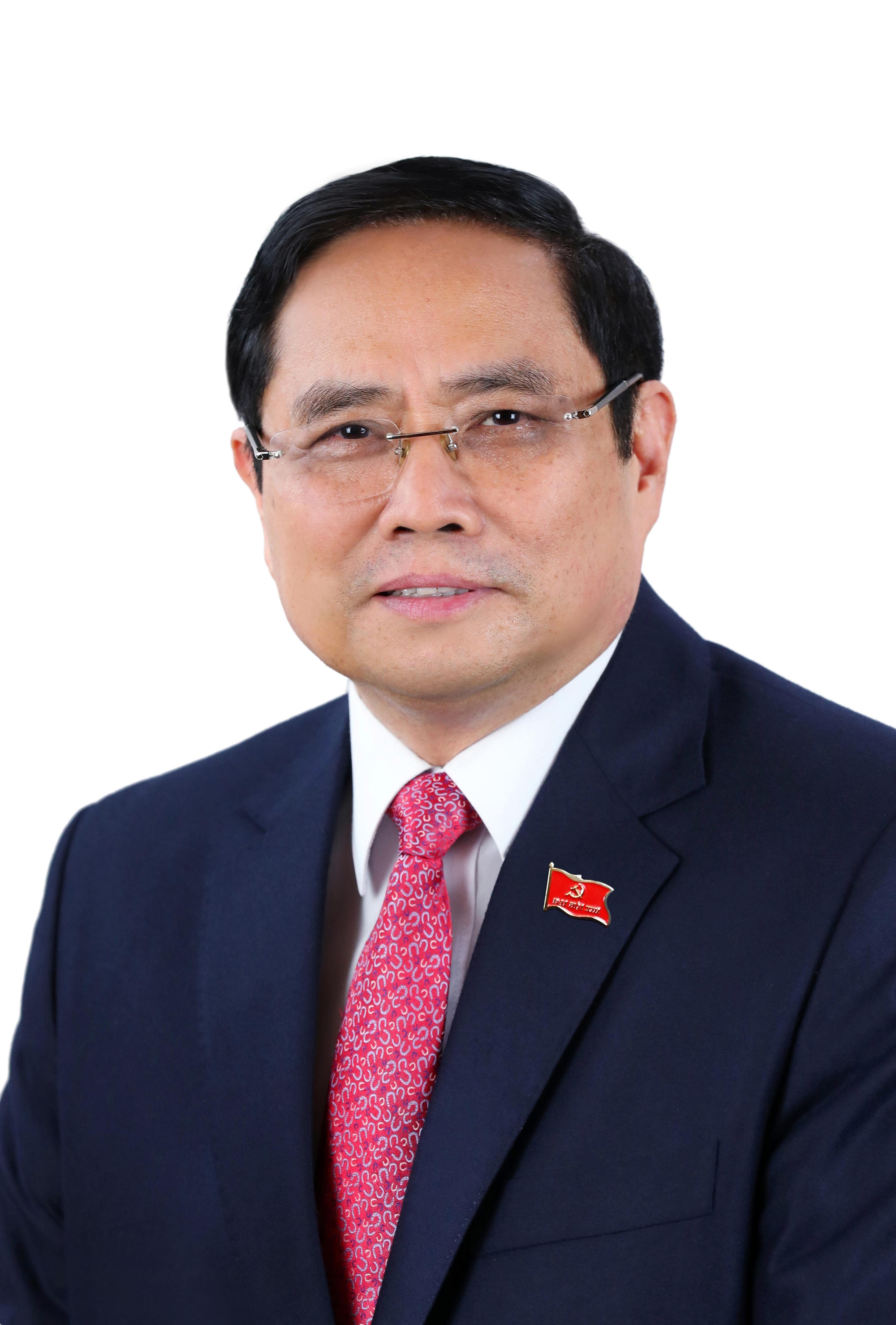
VNM Phạm Minh Chính, Primo Ministro

- Angola
João Lourenço,
Presidente
- Bolivia
Luis Arce,
Presidente
- Cile
Gabriel Boric,
Presidente
- Città del Vaticano
Pietro Parolin,
Segretario di Stato
- Colombia
Gustavo Petro,
Presidente
- Egitto
Abdel Fattah al-Sisi, Presidente dell'Egitto, Presidente della NEPAD
- Emirati Arabi Uniti
Khaled bin Mohamed Al Nahyan,
Principe della Corona
- Malaysia
Anwar Ibrahim,
Primo ministro
- Nigeria
Bola Tinubu,
Presidente
- Norvegia
Jonas Gahr Støre,
Ministro di Stato
- Paraguay
Santiago Peña,
Presidente
- Portogallo
Luís Montenegro,
Primo Ministro
- Qatar
Sceicco Tamim bin Hamad Al Thani, Emiro
- Singapore
Lawrence Wong,
Primo Ministro
- Spagna
Pedro Sánchez, Presidente del Governo
Ospite permanente
- Tanzania
Samia Suluhu,
Presidente
- Uruguay
Omar Paganini,
Ministro degli esteri
- Vietnam
Phạm Minh Chính,
Primo Ministro

### Organizzazioni internazionali
La presidenza brasiliana ha invitato i rappresentanti di 15 Organizzazioni internazionali.

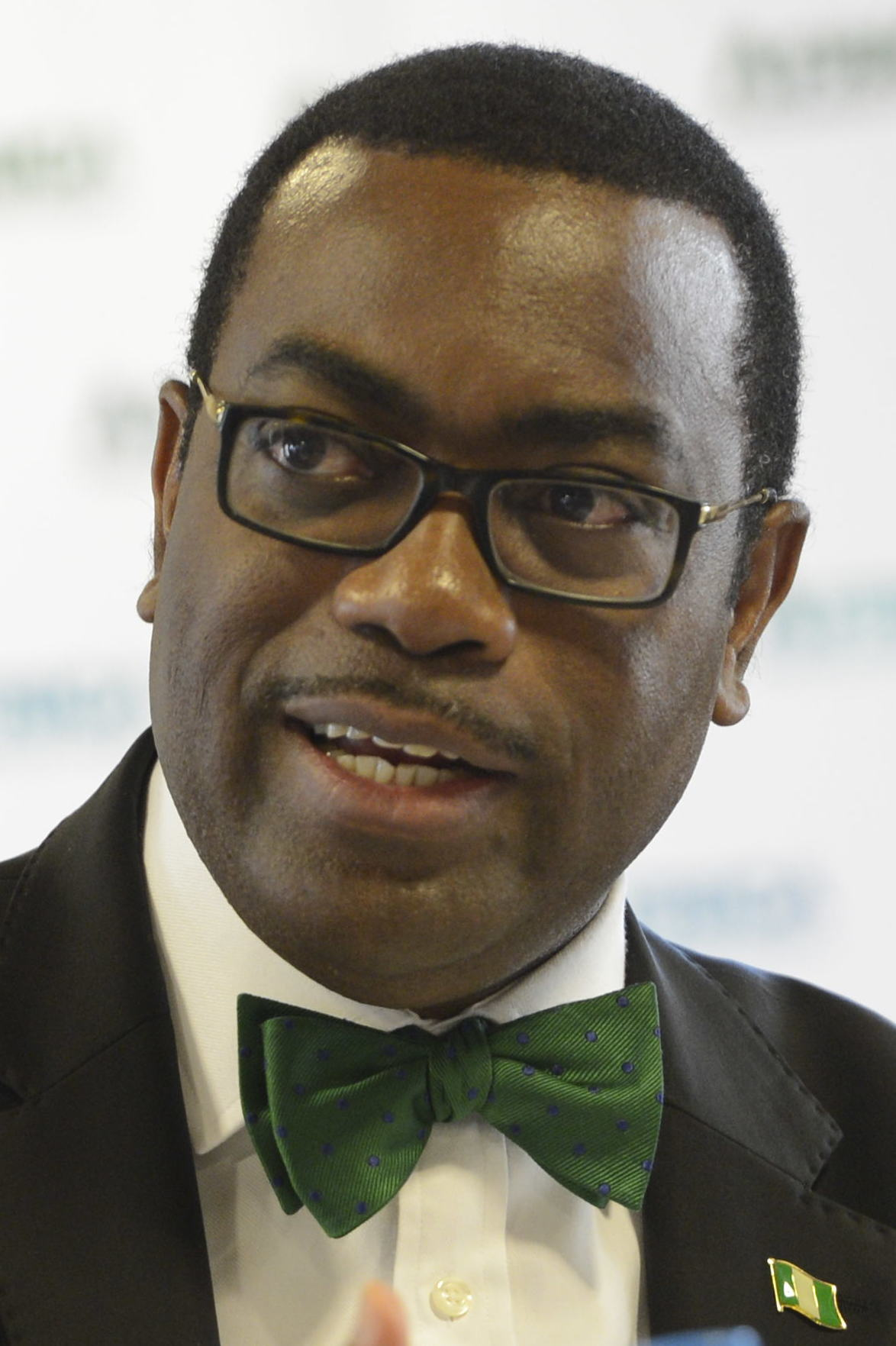
Banca africana di sviluppo Akinwumi Adesina, Presidente
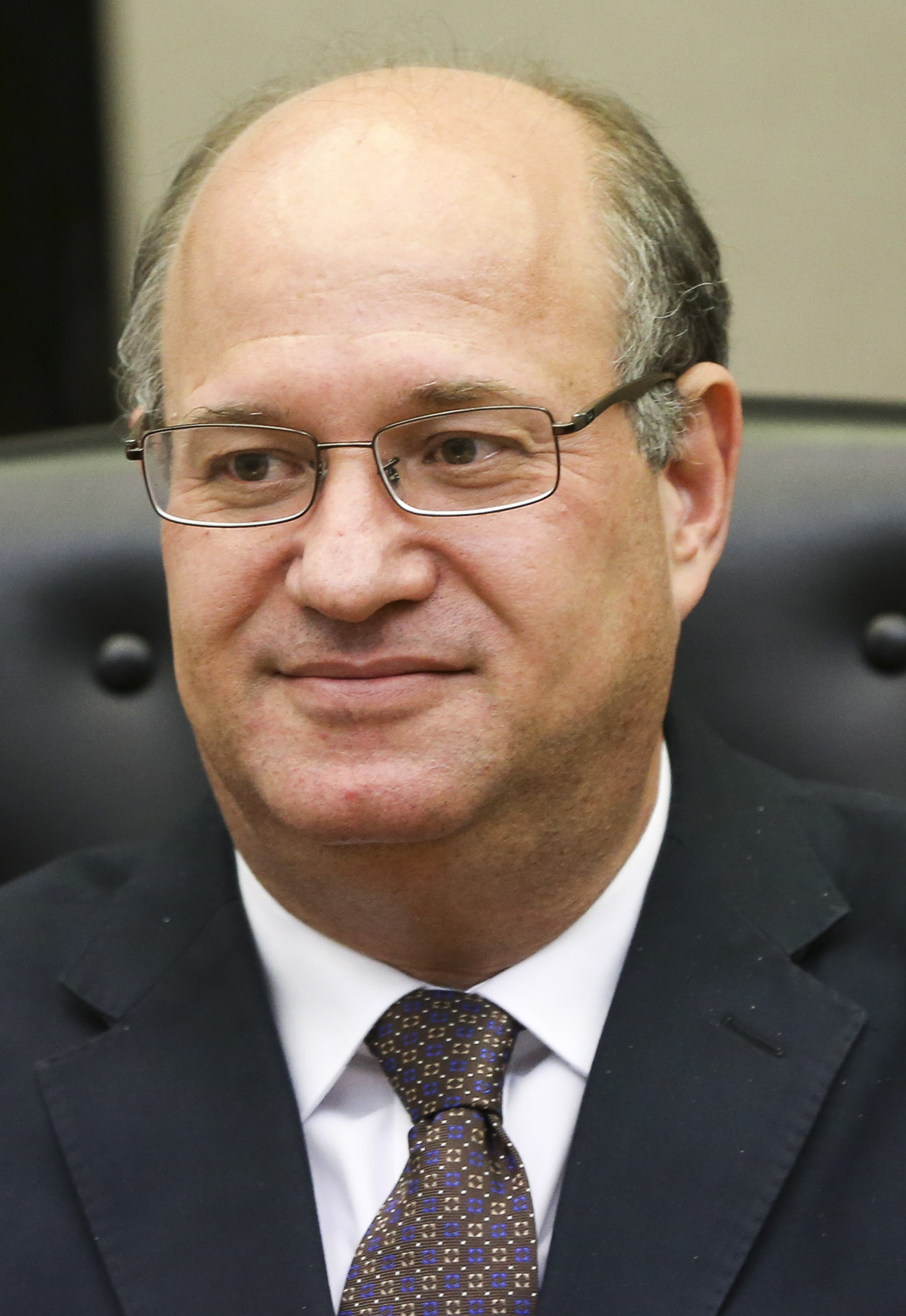
Banca Interamericana di Sviluppo Ilan Goldfajn, Presidente
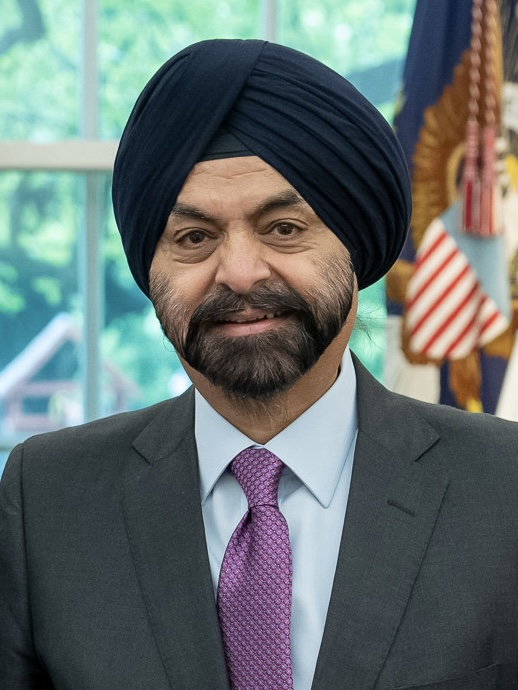
Banca Mondiale Ajay Banga, Presidente
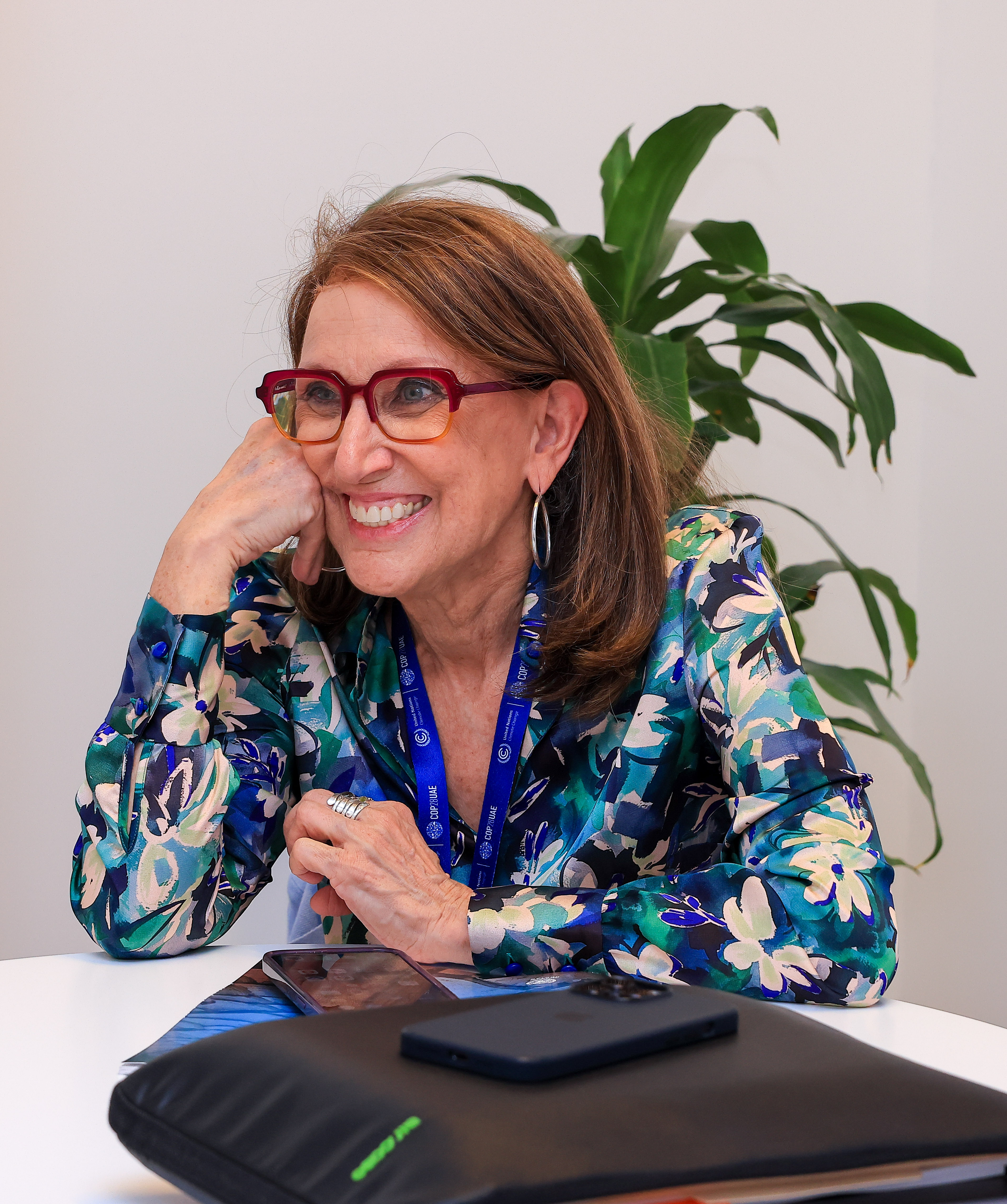
Conferenza delle Nazioni Unite sul commercio e lo sviluppo Rebeca Grynspan, Segretario generale
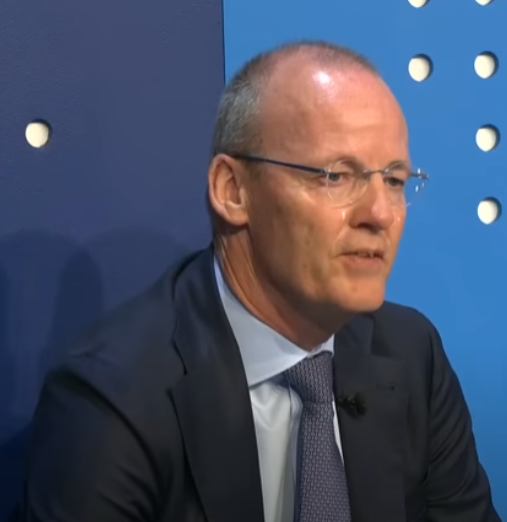
Consiglio per la stabilità finanziaria Klaas Knot, Presidente
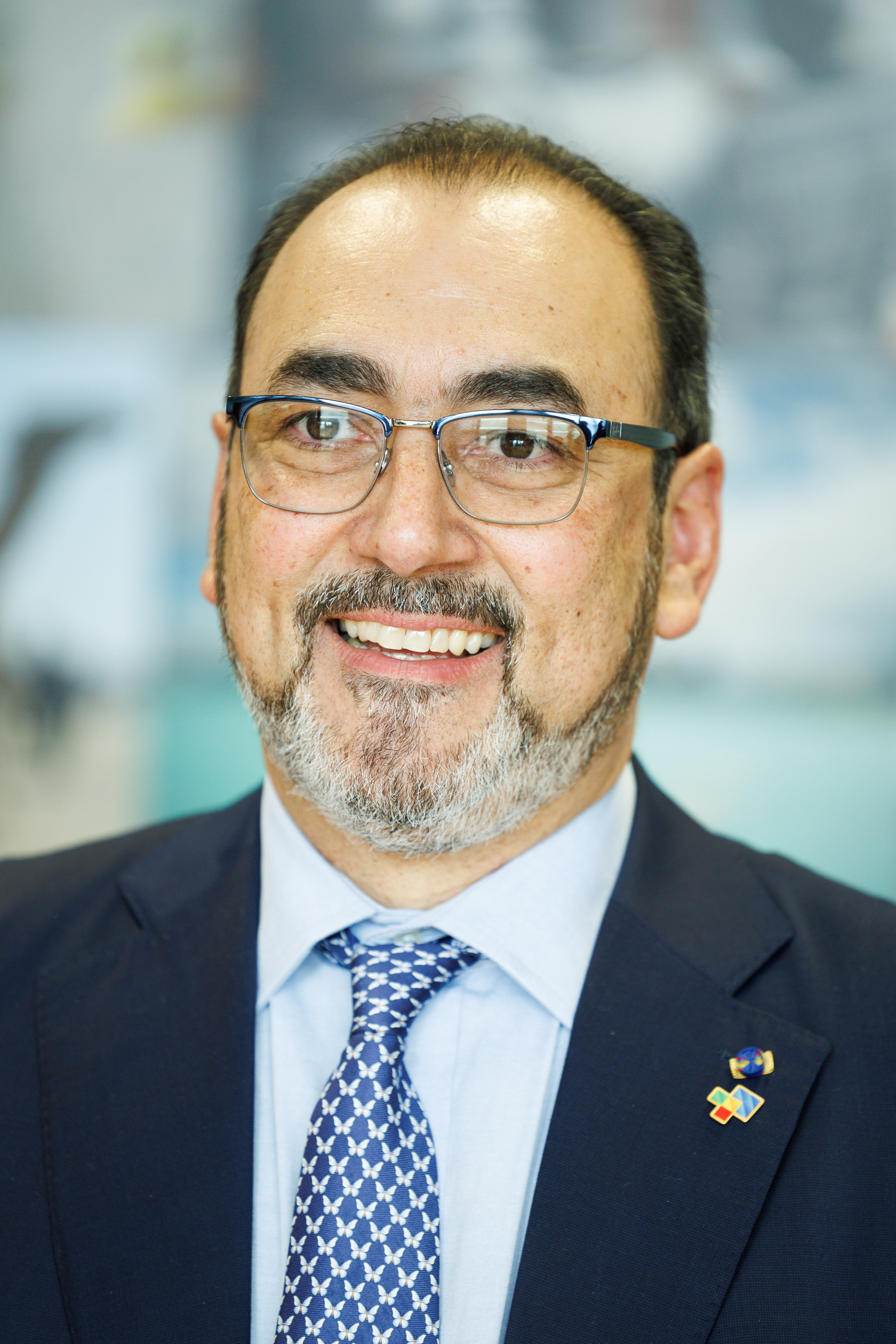
Corporación Andina de Fomento Sergio Díaz-Granados Guida, Presidente
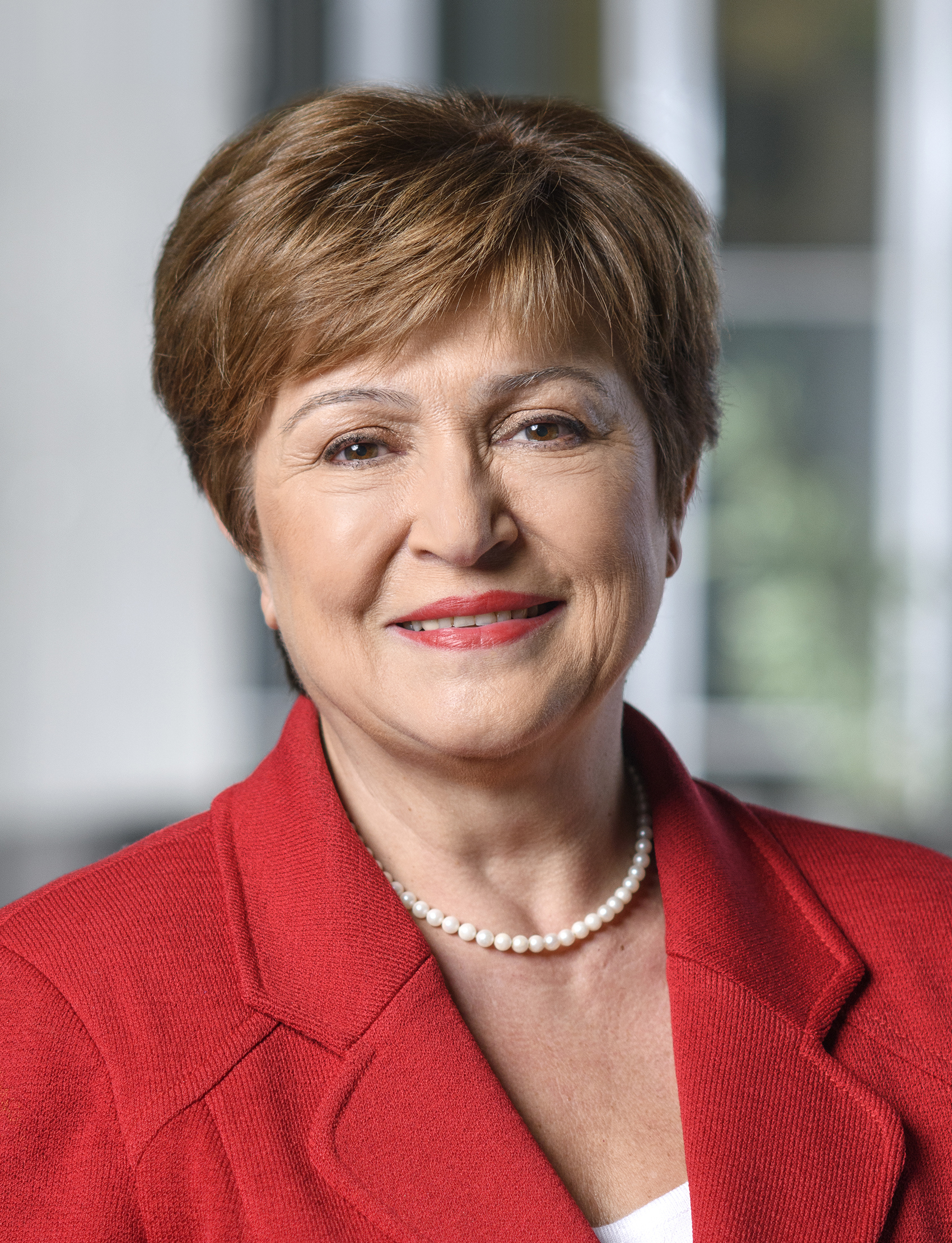
Fondo monetario internazionale Kristalina Georgieva, Direttrice operativa
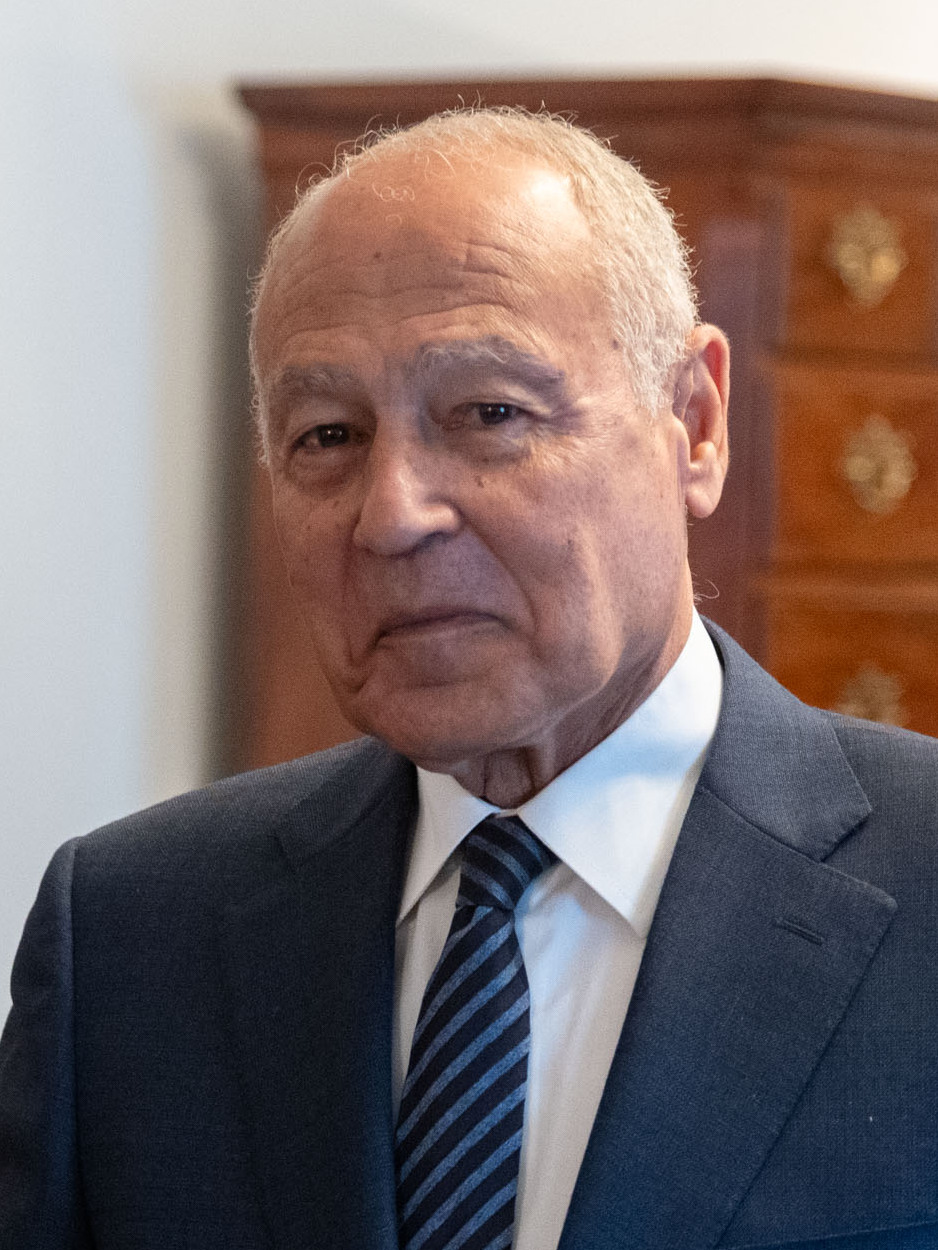
Lega araba Ahmed Aboul Gheit, Segretario generale
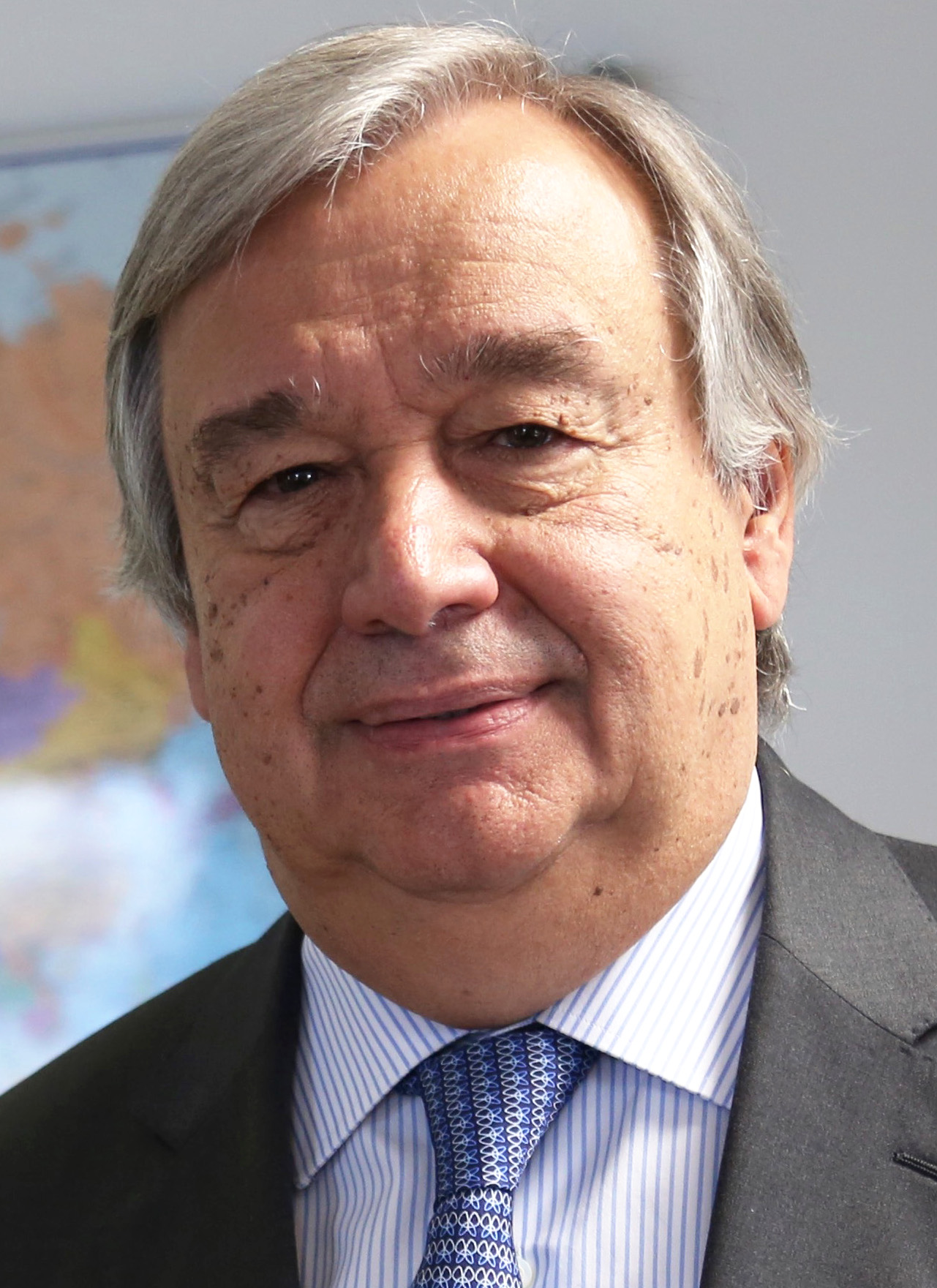
Nazioni Unite António Guterres, Segretario generale
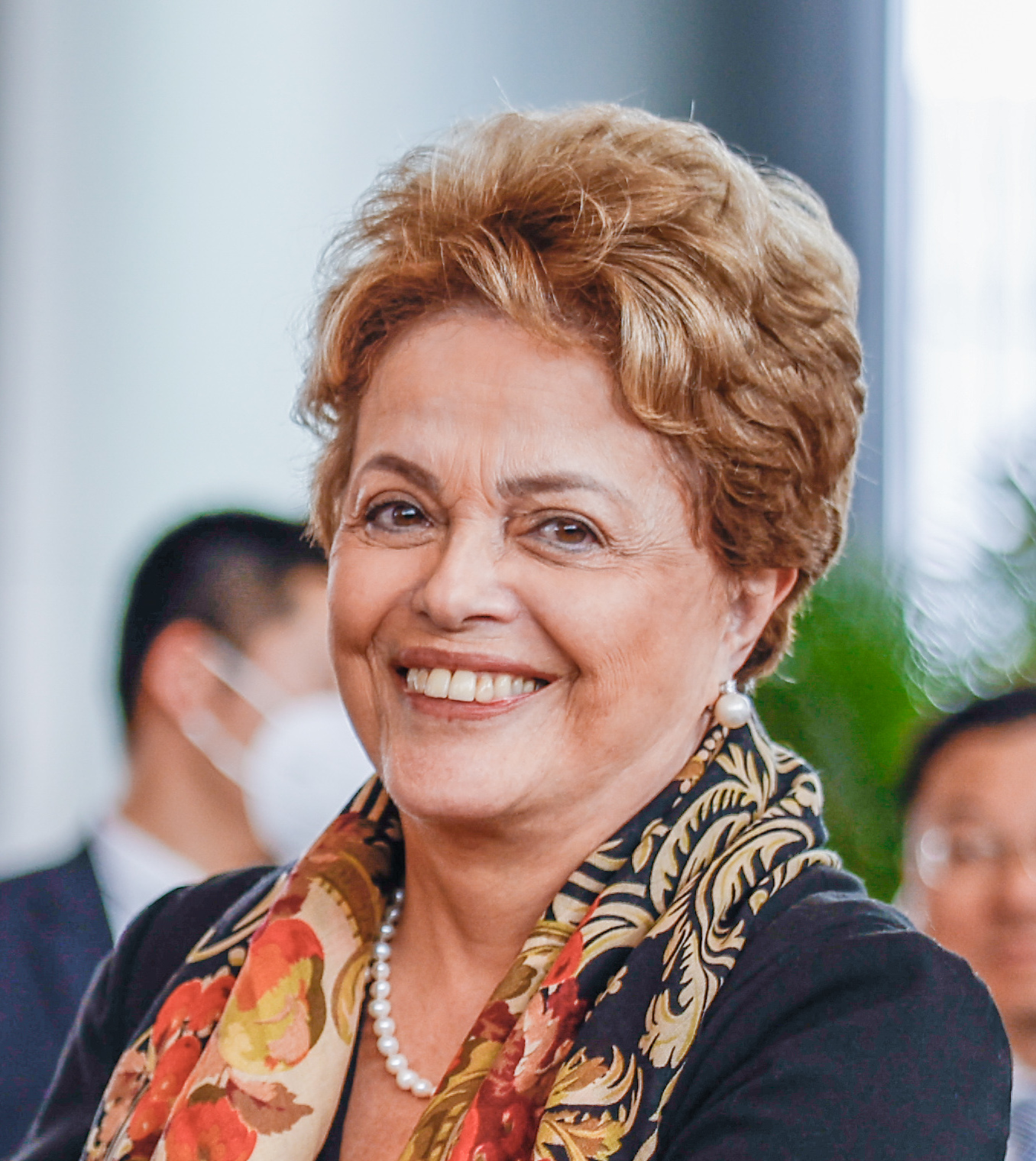
Nuova Banca di Sviluppo Dilma Rousseff, Presidente
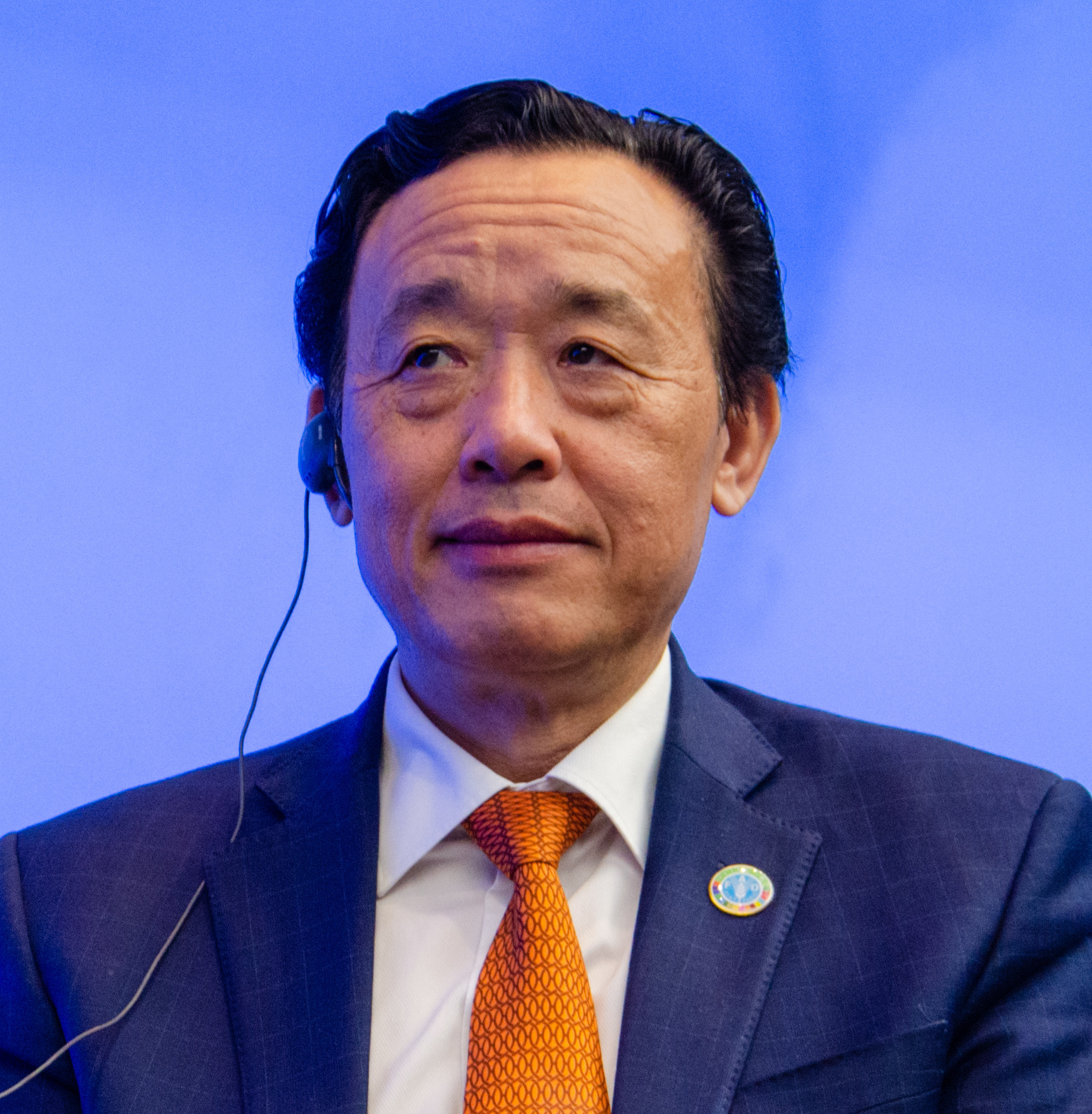
Organizzazione delle Nazioni Unite per l'alimentazione e l'agricoltura (FAO) Qu Dongyu, Direttore generale
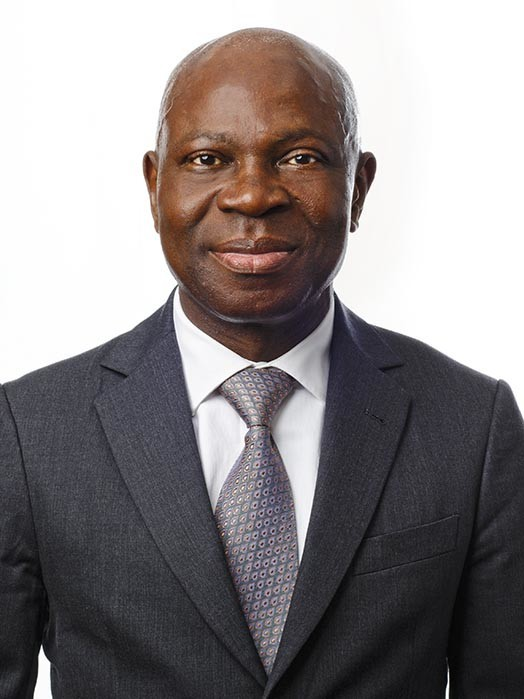
Organizzazione internazionale del lavoro Gilbert Houngbo, Direttore generale
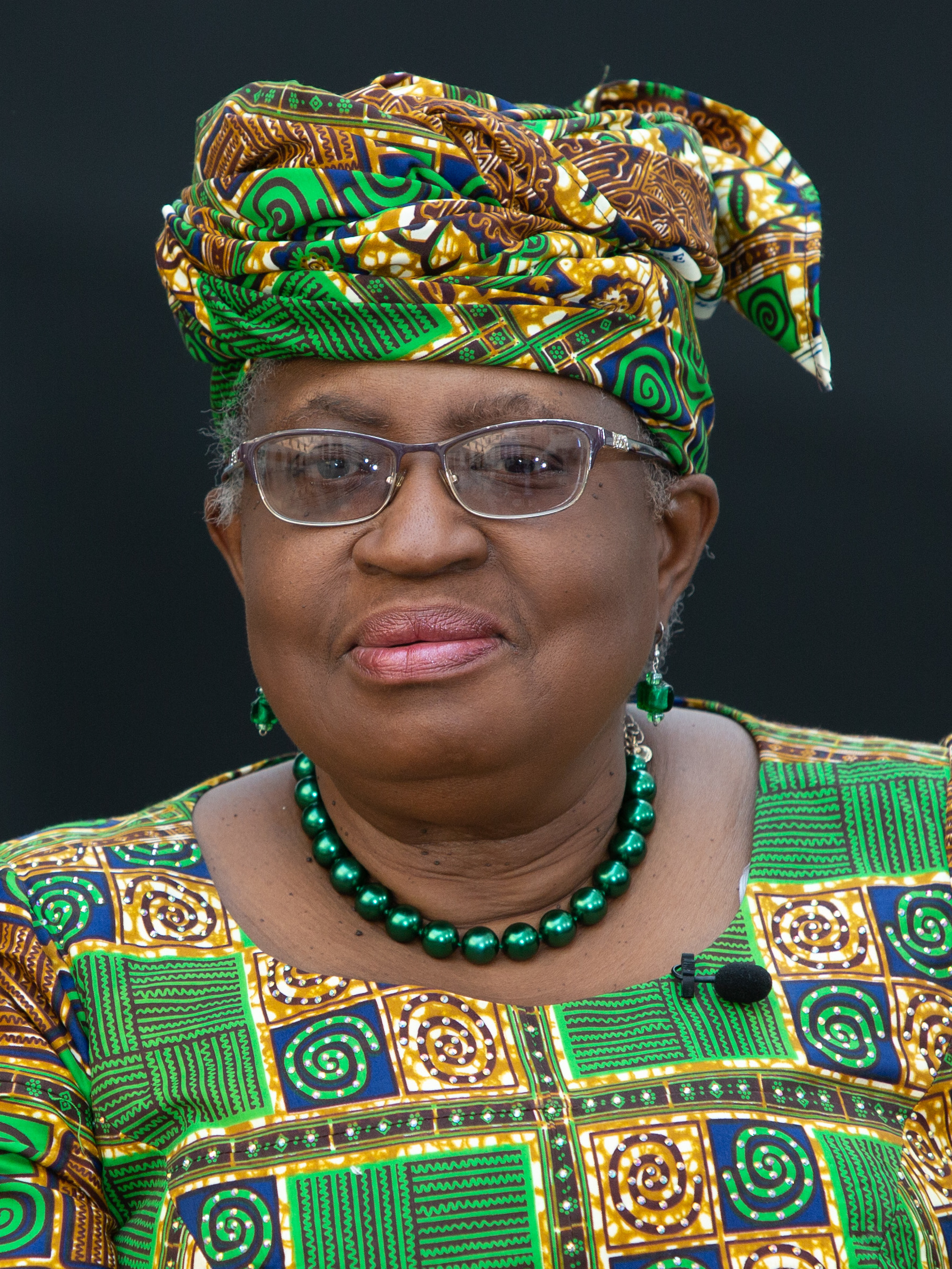
Organizzazione mondiale del commercio Ngozi Okonjo-Iweala, Direttrice generale
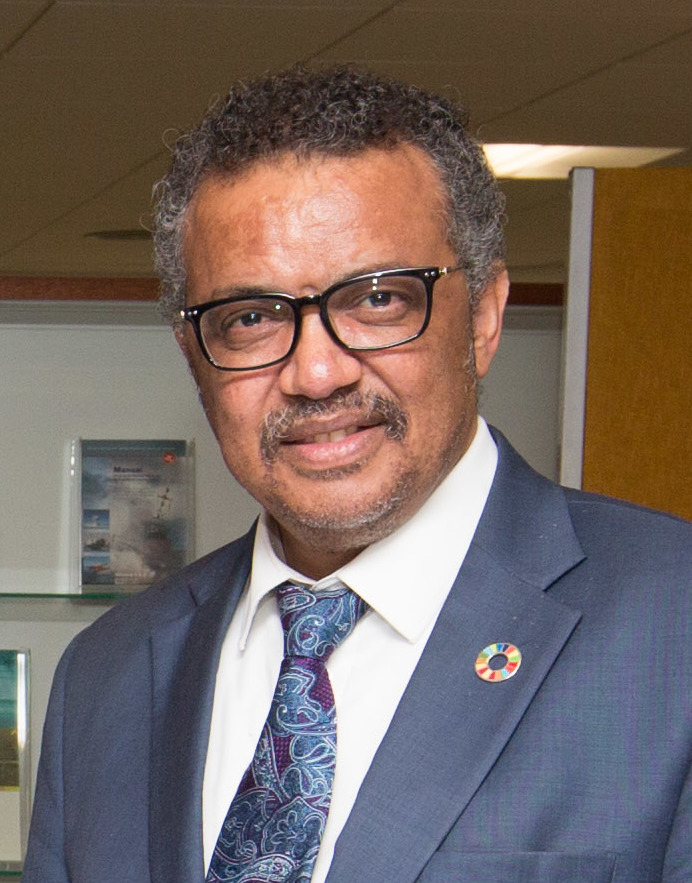
Organizzazione mondiale della sanità Tedros Adhanom Ghebreyesus, Direttore generale
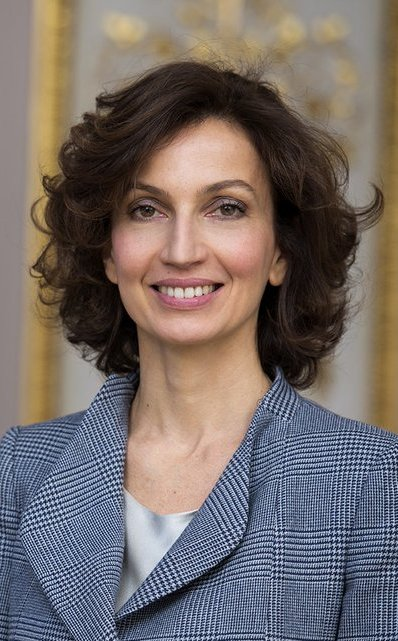
UNESCO Audrey Azoulay, Direttrice generale

## Presidenza
La presidenza brasiliana del G20 è ufficialmente iniziata il 1º dicembre 2023, con il passaggio di consegne da Narendra Modi a Luiz Inácio Lula da Silva, con il motto Construindo um Mundo Justo e um Planeta Sustentável (Costruire un mondo giusto e un pianeta sostenibile).

### Preparativi
Il governo del Brasile ha stanziato 300 milioni di real (49 milioni di euro) per gli eventi del G20 in 15 città.
Per la sicurezza della riunione dei ministri degli esteri del 21 e 22 febbraio il governo ha schierato 1.200 addetti delle forze armate e della polizia federale.
Il Museo d'arte moderna di Rio, che ospita sedicimila opere d'arte, sede principale del vertice, è stato sottoposto a un ampio rinnovamento e restauro, con un investimento di 40 milioni di real (6,5 milioni di euro).
Nel mese di aprile la polizia di Rio de Janeiro ha simulato un attacco terroristico contro la statua del Cristo Redentore come parte di un'esercitazione in preparazione del vertice dei leader.
L'aeroporto Santos Dumont di Rio sarà chiuso durante il vertice dei leader e l'aeronautica brasiliana istituirà una zona d'interdizione al volo.
Per il vertice dei leader il governo ha schierato 20.000 addetti alla sicurezza delle Forze armate e della Forza nazionale insieme a otto centri di intelligence.

## Obiettivi
La presidenza brasiliana ha fissato tre priorità in agenda:
- inclusione sociale e lotta alla fame;
- transizione energetica e sviluppo sostenibile nei suoi aspetti sociali, economici e ambientali;
- riforma delle istituzioni di governance globale.

Rivolgendosi ai paesi presenti al G20 di Nuova Delhi il 10 settembre 2023, Lula ha annunciato la creazione del gruppo di lavoro "Global Mobilization Against Climate Change", al fine di creare forme per generare reddito e ridurre le disuguaglianze per le persone colpite dal cambiamento climatico. Un altro obiettivo della presidenza brasiliana sarà quello di lavorare per una riforma globale delle istituzioni globali, come la Banca Mondiale, il Fondo Monetario Internazionale e l'Organizzazione mondiale del commercio, oltre alla riforma del Consiglio di sicurezza delle Nazioni Unite, al fine di espandere la voce e influenza del Sud del mondo sulla scena mondiale.

### Trattato contro la fame e la povertà
Il 24 luglio 2024 il governo federale del Brasile, con i paesi del G20 e le organizzazioni internazionali, ha redatto il trattato multilaterale "Global Alliance Against Hunger and Poverty" per sostenere e accelerare gli sforzi volti a sradicare la fame e la povertà, riducendo al contempo le disuguaglianze, con 733 milioni di persone denutrite in tutto il mondo, secondo i dati della FAO del 2023.
La ratifica di tutte le Parti è prevista per novembre 2024, durante il vertice dei leader.

## Conclusioni del vertice
Il 19º vertice del G20 ha adottato la dichiarazione finale (G20 Rio de Janeiro Leaders' Declaration) che si compone di 85 paragrafi.
- Inclusione sociale e lotta contro la fame e la povertà. Durante la prima sessione i leader del G20 hanno accolto con favore l'Alleanza globale contro la fame e la povertà, che ha lo scopo di accelerare gli sforzi per sradicare la fame riducendo al contempo le disuguaglianze, tramite trasferimenti di denaro, sviluppo programmi di alimentazione scolastica a livello locale, migliore accesso alla microfinanza.[19][20]
- Cooperazione fiscale internazionale per ridurre le disuguaglianze interne, rafforzare la sostenibilità fiscale, promuovere una crescita forte, sostenibile, equilibrata e inclusiva.[21]
- Ridurre le disuguaglianze, nella consapevolezza che ridurre le disuguaglianze all'interno e tra i paesi è essenziale per raggiungere una crescita forte, sostenibile, equilibrata e inclusiva.[22]
- Sviluppo sostenibile nelle sue tre dimensioni: economica, sociale e ambientale: impegno ad affrontare le crisi e le sfide poste dal cambiamento climatico, dalla perdita di biodiversità, dalla desertificazione, dal degrado degli oceani e del territorio, siccità e inquinamento.[23]
- Azione climatica. Conferma degli obiettivi decisi con l'Accordo di Parigi.[24]
- Finanza sostenibile. Maggiore collaborazione e sostegno internazionali, anche al fine di aumentare i finanziamenti e gli investimenti pubblici e privati per il clima per i paesi in via di sviluppo.[25]
- Sostegno per l'iniziativa della Presidenza brasiliana del G20 di istituire una "Task force per la mobilitazione globale contro il cambiamento climatico".[13][26]
- Sostegno alla transizione energetica al fine di accelerare la transizione per un'energia pulita, sostenibile, giusta, conveniente e inclusiva, in linea con l'Obiettivo 7 dell'Agenda 2030.[27]
- Riformare la governance globale. «Le sfide che la comunità globale deve affrontare possono essere risolte solo attraverso soluzioni multilaterali per un futuro migliore e il rafforzamento della governance globale per le generazioni presenti e future.»[28] In particolare, sostegno per la riforma del Consiglio di sicurezza delle Nazioni Unite e del Consiglio economico e sociale delle Nazioni Unite (ECOSOC).
- Architetura finanziaria internazionale. Durante la seconda sessione i leader del G20 hanno approvato il percorso per banche multilaterali di sviluppo (MDB) migliori, più grandi e più efficaci.[29]
- Sistema commerciale multilaterale. Sostegno a una necessaria riforma dell'Organizzazione mondiale del commercio (WTO).[30]

In merito alla situazione politica internazionale la Dichiarazione dei leader ha affermato che «solo con la pace raggiungeremo sostenibilità e prosperità». Riferendosi alla guerra in Ucraina i leader hanno sottolineato «la sofferenza umana e gli altri impatti negativi», senza condannare l'aggressione da parte della Russia. Nelle successive dichiarazioni i leader europei hanno confermato il sostegno all'Ucraina.

Relativamente alla «catastrofica situazione umanitaria» nella Striscia di Gaza e all'escalation in Libano, i leader del G20 hanno sottolineato «l'urgente necessità di espandere il flusso di assistenza umanitaria e rafforzare la protezione dei civili e della richiesta di eliminazione di tutti gli ostacoli alla fornitura di assistenza umanitaria su larga scala.»

## Altri incontri nell'ambito del G20

### Incontri ministeriali
Anche nel 2024 si sono tenute le riunioni ministeriali prima del vertice dei Capi di Stato e di governo.
| Data                        | Città ospitante       | Incontro                                                       |
| --------------------------- | --------------------- | -------------------------------------------------------------- |
| 21-22 febbraio 2024         | Rio de Janeiro        | G20 Ministri degli affari esteri                               |
| 26-29 febbraio 2024         | San Paolo             | G20 Ministri delle finanze e Governatori delle Banche centrali |
| 17-18 aprile 2024           | Washington            | G20 Ministri delle finanze e Governatori delle Banche centrali |
| 22-23 luglio 2024           | Rio de Janeiro        | G20 Ministri dello sviluppo                                    |
| 22-26 luglio 2024           | Rio de Janeiro        | G20 Ministri delle finanze e Governatori delle Banche centrali |
| 25-26 luglio 2024           | Fortaleza             | G20 Ministri del lavoro                                        |
| 10-14 settembre 2024        | Chapada dos Guimarães | G20 Ministri dell'agricoltura                                  |
| 13 settembre 2024           | Maceió                | G20 Ministri dell'economia digitale                            |
| 18-19 settembre 2024        | Manaus                | G20 Ministri della ricerca e innovazione                       |
| 20-21 settembre 2024        | Belém                 | G20 Ministri del turismo                                       |
| 25 settembre 2024           | New York              | G20 Ministri degli affari esteri                               |
| 3 ottobre 2024              | Rio de Janeiro        | G20 Ministri dell'ambiente e del clima                         |
| 4 ottobre 2024              | Foz do Iguaçu         | G20 Ministri dell'energia                                      |
| 11 ottobre 2024             | Brasilia              | Incontro ministeriale per l'empowerment femminile              |
| 22-24 ottobre 2024          | Washington            | G20 Ministri delle finanze e Governatori delle Banche centrali |
| 23-24 ottobre 2024          | Brasilia              | G20 Ministri del commercio e degli investimenti                |
| 24 ottobre 2024             | Natal                 | Incontro ministeriale per l'anticorruzione                     |
| 30-31 ottobre 2024          | Rio de Janeiro        | G20 Ministri della sanità                                      |
| 31 ottobre-1º novembre 2024 | Fortaleza             | G20 Ministri dell'istruzione                                   |
| 1º novembre 2024            | Belém                 | G20 Riduzione disastri                                         |
| 8 novembre 2024             | Salvador              | G20 Ministri della cultura                                     |

### Engagement Groups
Gli Engagement Groups, che comprendono partecipanti non governativi di ciascun membro del G20, forniscono raccomandazioni ai leader del G20 e contribuiscono al processo di elaborazione delle politiche. Per il G20 del 2024 gli Engagement Groups sono:
| Sigla     | Alias                                                    | Attività                                                                   |
| --------- | -------------------------------------------------------- | -------------------------------------------------------------------------- |
| B20       | Business 20                                              | forum di dialogo con la comunità imprenditoriale internazionale            |
| C20       | Civil 20                                                 | forum di dialogo con le organizzazioni della società civile                |
| CDESS     | Conselho de Desenvolvimento Econômico Social Sustentável | forum di dialogo per un'equa transizione finanziaria                       |
| F20       | Favelas 20                                               | forum di dialogo con le comunità emarginate ed escluse                     |
| L20       | Labour 20                                                | forum di dialogo con le realtà sindacali                                   |
| O20       | Oceans 20                                                | forum di dialogo per le politiche sugli oceani                             |
| S20       | Science 20                                               | forum di dialogo degli scienziati                                          |
| SAI20     | Supreme Audit Institutions dei 20                        | rappresenta le istituzioni superiori di controllo                          |
| Startup20 | Startup 20                                               | piattaforma comune per le startup                                          |
| T20       | Think 20                                                 | forum di dialogo delle questioni socio-economiche internazionali rilevanti |
| U20       | Urban 20                                                 | forum di dialogo delle principali città                                    |
| W20       | Women 20                                                 | forum delle donne e dell'uguaglianza di genere                             |
| Y20       | Youth 20                                                 | forum dei giovani                                                          |

## Pubblicazioni
- (EN) G20 Rio de Janeiro Leaders' Declaration (PDF), Rio de Janeiro, G20 Brasil 2024, 19 novembre 2023.